# Liste der Biografien/Rad
Liste der Biografien |
Portal Biografien |
Personensuche
# |
A |
B |
C |
D |
E |
F |
G |
H |
I |
J |
K |
L |
M |
N |
O |
P |
Q |
R |
S |
T |
U |
V |
W |
X |
Y |
Z |
?
 
Ra |
Rb |
Rd |
Re |
Rh |
Ri |
Rj |
Rk |
Rl |
Rm |
Rn |
Ro |
Rr |
Rs |
Rt |
Ru |
Rv |
Rw |
Rx |
Ry |
Rz
 
Raa |
Rab |
Rac |
Rad |
Rae–Rah |
Rai |
Raj |
Rak |
Ral |
Ram |
Ran |
Rao |
Rap |
Raq |
Rar |
Ras |
Rat |
Rau |
Rav |
Raw |
Rax |
Ray |
Raz
Die Liste der Biografien führt alle Personen auf, die in der deutschsprachigen Wikipedia einen Artikel haben. Dieses ist eine Teilliste mit 987 Einträgen von Personen, deren Namen mit den Buchstaben „Rad“ beginnt.

## Rad
- Rad, Christoph I. von (1628–1710), deutscher Kaufmann und Bankier, Goldschmied und kaiserlicher Hofjuwelier
- Rad, Gerhard von (1901–1971), deutscher Alttestamentler
- Rad, Jacob Christoph (1799–1871), österreichischer Erfinder des WürfelzuckersJacob Christoph Rad (1799–1871)

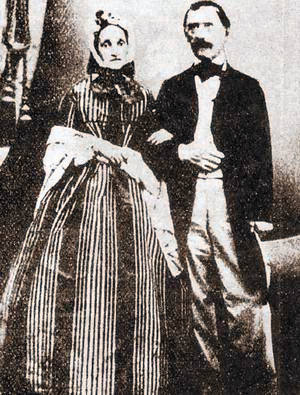
Jacob Christoph Rad (1799–1871)

- Rad, Maxim, deutscher Sänger, Gitarrist
- Rad, Taras (* 1999), ukrainischer Parasportler

### Rada
- Rada, Antonio (1937–2014), kolumbianischer Fußballspieler
- Rada, Edi (1922–1997), österreichischer Eiskunstläufer
- Rada, Francisco (1907–2003), kolumbianischer Akkordeonspieler, Komponist und Sänger
- Rada, Francisco Lorenz de († 1713), spanischer Adliger, Fechter und Autor
- Rada, Girolamo de (1814–1903), albanisch-italienischer Schriftsteller
- Rada, Ionuț (* 1982), rumänischer Fußballspieler
- Rada, Karel (* 1971), tschechischer Fußballspieler
- Rada, Marian (* 1960), rumänischer Fußballspieler und -trainer
- Rada, Michal (* 2007), tschechischer Sprinter
- Rada, Petr (* 1958), tschechischer Fußballspieler und -trainer
- Rada, Robert (1949–2016), österreichischer Politiker (SPÖ), Abgeordneter zum Nationalrat
- Rada, Rubén (* 1943), uruguayischer Sänger, Perkussionist, Komponist und Schauspieler
- Rada, Svatopluk (1903–1952), tschechischer Bergbauingenieur und Geheimdienstmitarbeiter
- Rada, Tomáš (* 1983), tschechischer Fußballspieler
- Rada, Uwe (* 1963), deutscher Journalist und Schriftsteller
- Rădăceanu, Lothar (1899–1955), rumänischer Politiker (PMR)
- Radach, Helmut (1915–1999), deutscher Ruderer
- Radacher, Peter (1910–2006), österreichischer Skipionier
- Radack, Jesselyn (* 1970), US-amerikanische Justiziarin des United States Department of Justice für Fragen der Ethik, Aktivistin & Whistleblowerin
- Radačovský, Miroslav (* 1953), slowakisches Mitglied des Europäischen Parlaments
- Radaelli, Claudio (* 1960), italienischer Politikwissenschaftler
- Radagaisus († 406), gotischer Heerführer
- Radah, Sängersklavin
- Radajew, Waleri Wassiljewitsch (* 1961), russischer Politiker
- Radakin, Tony (* 1965), britischer Admiral der Royal NavyTony Radakin (* 1965)

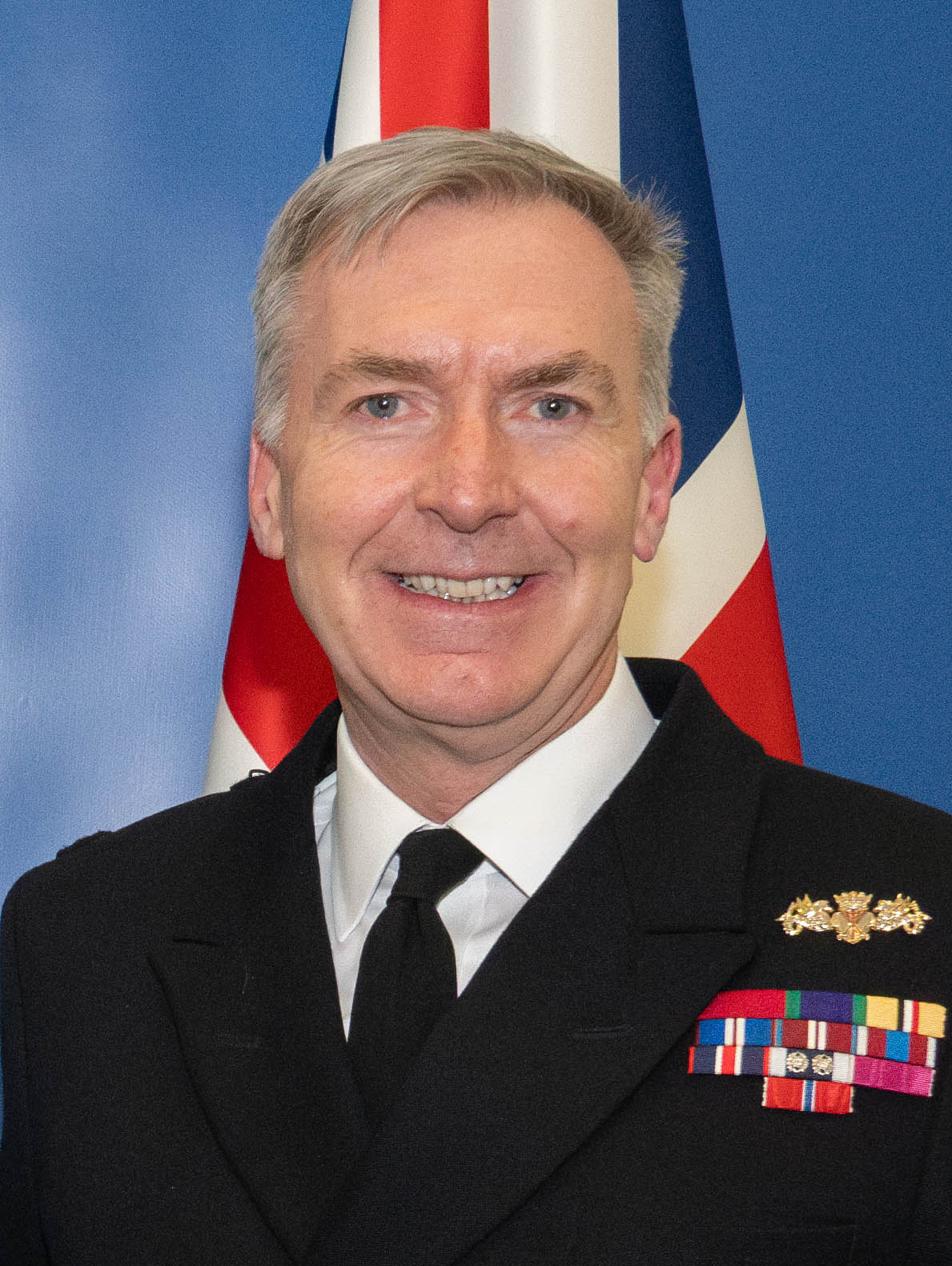
Tony Radakin (* 1965)

- Radaković, Konstantin (1894–1973), österreichischer Philosoph und Soziologe
- Radaković, Laura (* 2001), bosnische Tennisspielerin
- Radaković, Michael (1866–1934), österreichischer Physiker
- Radaković, Petar (1937–1966), jugoslawischer Fußballspieler
- Radaković, Theodor (1895–1938), österreichischer Mathematiker
- Radaković, Uroš (* 1994), serbischer Fußballspieler
- Radakovics, Franz (1906–1984), österreichischer Fußballspieler
- Radakovics, Paul (* 1988), österreichischer Basketballspieler
- Radakovics, Sebastian (* 1990), österreichischer Fußballspieler
- Radakovits, Christoph (* 1988), österreichischer Schauspieler, Ensemblemitglied des Burgtheaters
- Radakovits, Leo (* 1959), österreichischer Politiker (ÖVP), Landtagsabgeordneter
- Radakow, Alexei Alexandrowitsch (1877–1942), russischer Karikaturist
- Radama I. (1788–1828), König von MadagaskarRadama I. (1788–1828)

Radama I. (1788–1828)

- Radama II. (1829–1863), König von Madagaskar
- Radamaker, Darline (* 1996), haitianische Fußballspielerin
- Radamsky, Sergei (1890–1973), russischstämmiger Tenorsänger und Gesangslehrer
- Radamus, River (* 1998), US-amerikanischer Skirennläufer
- Radan, Bahram (* 1979), iranischer Schauspieler, Produzent und Sänger
- Radan, Matej (* 1990), slowenischer Fußballspieler
- Radandt, Hans (* 1923), deutscher Wirtschaftshistoriker
- Radanović, Dejana (* 1996), serbische Tennisspielerin
- Radanović, Ljubomir (* 1960), jugoslawischer Fußballspieler
- Radanović, Željka (* 1989), montenegrinische Fußballspielerin
- Radanovich, George (* 1955), US-amerikanischer Politiker
- Radanovics, Michael (* 1958), österreichischer Komponist und Geiger
- Radanowa, Ewgenija (* 1977), bulgarische Shorttrackerin und Radsportlerin, Ministerin für Sport und Sportbildung Bulgariens
- Radanowicz, Georg (1939–2025), Schweizer Filmregisseur und -produzent
- Radant, Detlef (* 1958), deutscher Eishockeyspieler
- Radant, Walter (1922–1969), deutscher Fußballspieler
- Radashkovich, Itchak (* 1947), israelischer Schachspieler
- Radatz, Hans-Ingo (* 1961), deutscher Romanist und Sprachwissenschaftler
- Radatz, Olaf (* 1968), deutscher Basketballspieler
- Radatz, Sonja (* 1969), österreichische Herausgeberin
- Radau, Hanns (1901–1960), deutscher Lehrer, Schriftsteller und Bildhauer
- Radau, Jürgen (* 1947), deutscher Fußballspieler
- Radau, Michael (1617–1687), deutscher Theologe
- Radau, Rodolphe (1835–1911), deutsch-französischer Astronom
- Radauer, Irmfried (1928–1999), österreichischer Komponist
- Radauer-Plank, Marie (* 1986), österreichische Geigerin
- Radauskas, Henrikas (1910–1970), litauischer Dichter und Schriftsteller
- Radavičienė, Raminta (* 1976), litauische Politikerin, Vizeministerin für Umwelt
- Radavičius, Juozapas (1857–1911), litauischer Orgelbauer
- Radavičius, Vytautas (1954–2011), litauischer Politiker, Vizeminister am Gesundheitsministerium Litauens
- Radax, Ferry (1932–2021), österreichischer FilmemacherFerry Radax (1932–2021)

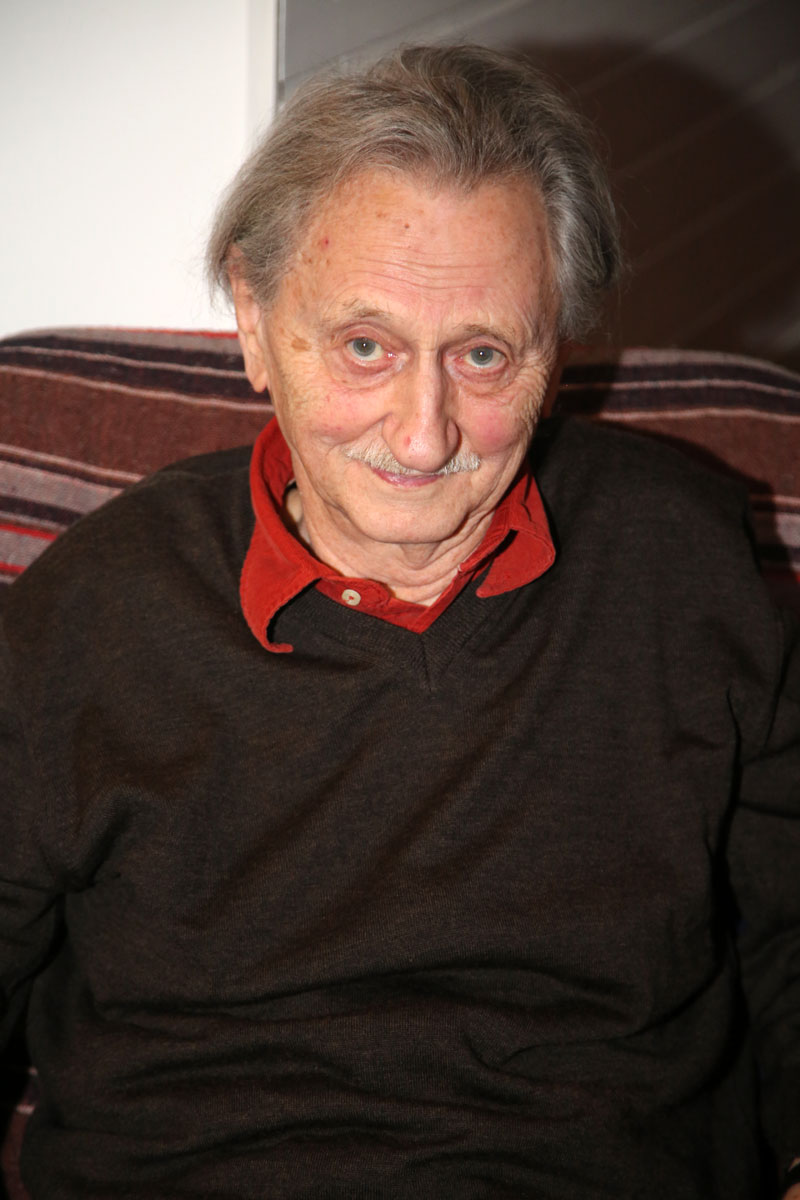
Ferry Radax (1932–2021)

- Ráday, Gedeon (1841–1883), ungarischer Politiker und Landesverteidigungsminister
- Ráday, Gedeon (1872–1937), ungarischer Politiker, Obergespan und Innenminister
- Ráday, Imre (1905–1983), ungarischer Bühnen- und Filmschauspieler und Bühnenregisseur

### Radb
- Ráðbarðr, legendarischer Herrscher in Garðariki
- Rådbjer, Ulf (* 1960), schwedischer Eishockeyspieler und -schiedsrichter
- Radbod, Graf von Tübingen
- Radbod († 719), König der Friesen
- Radbod von Trier († 915), Erzbischof von Trier
- Radbod von Utrecht († 917), Bischof von Utrecht; Benediktiner
- Radbot (985–1045), Begründer der Habsburg, dem Stammsitz der Habsburger, Graf im Klettgau
- Radbourn, Charles (1854–1897), US-amerikanischer Baseballspieler
- Radbrock, Heinrich († 1536), Geistlicher und letzter Abt des Klosters Scharnebeck
- Radbruch, Andreas (* 1952), deutscher Immunologe und Rheumatologe
- Radbruch, Gustav (1878–1949), deutscher Rechtsgelehrter und Politiker (SPD), MdRGustav Radbruch (1878–1949)

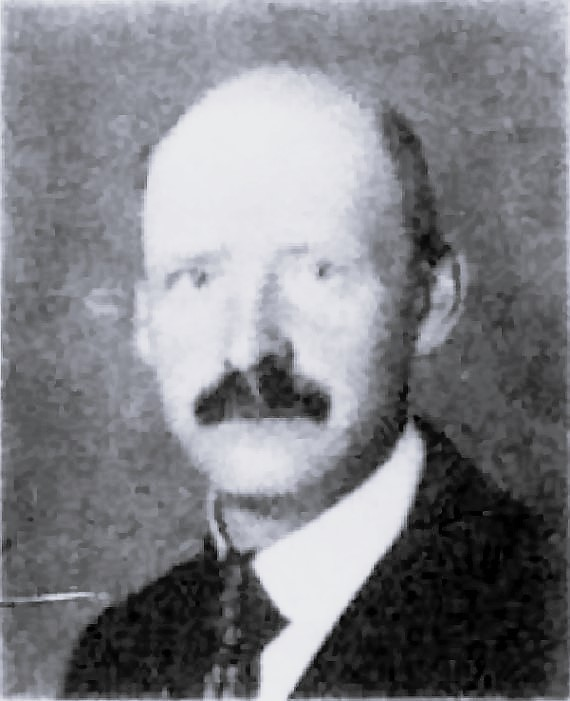
Gustav Radbruch (1878–1949)

- Radbruch, Hans-Heinrich (* 1955), deutscher Fußballspieler
- Radbruch, Heinrich (1841–1922), deutscher Großkaufmann und Mitglied der Lübecker Bürgerschaft
- Radbruch, Knut (1936–2024), deutscher Mathematiker und Hochschullehrer, Professor für Mathematik und ihre Didaktik
- Radbruch, Lukas (* 1959), deutscher Arzt, Anästhesiologe, Palliativmediziner und Hochschullehrer
- Radbruch, Thomas (* 1945), deutscher Fotograf

### Radc
- Radchenko, Danylo, ukrainischer Mathematiker
- Radchenko, Ludmilla (* 1978), russische Schauspielerin
- Radchenko, Sergey (* 1980), britisch-russischer Historiker
- Radcke, Antje (* 1960), deutsche Politikerin (Bündnis 90/Die Grünen)
- Radcke, Ingo (* 1946), deutscher Diplomat und Generalkonsul der Bundesrepublik Deutschland in Edinburgh
- Radcliff, Damaine (* 1979), US-amerikanischer Schauspieler
- Radcliff, Jacob (1764–1844), britisch-amerikanischer Politiker
- Radcliffe, Amos H. (1870–1950), US-amerikanischer Politiker
- Radcliffe, Ann (1764–1823), britische Schriftstellerin
- Radcliffe, Ben (* 1998), britischer Schauspieler
- Radcliffe, Charlotte (1903–1979), britische Schwimmerin
- Radcliffe, Cyril, 1. Viscount Radcliffe (1899–1977), britischer Jurist und Publizist
- Radcliffe, Daniel (* 1989), britischer SchauspielerDaniel Radcliffe (* 1989)

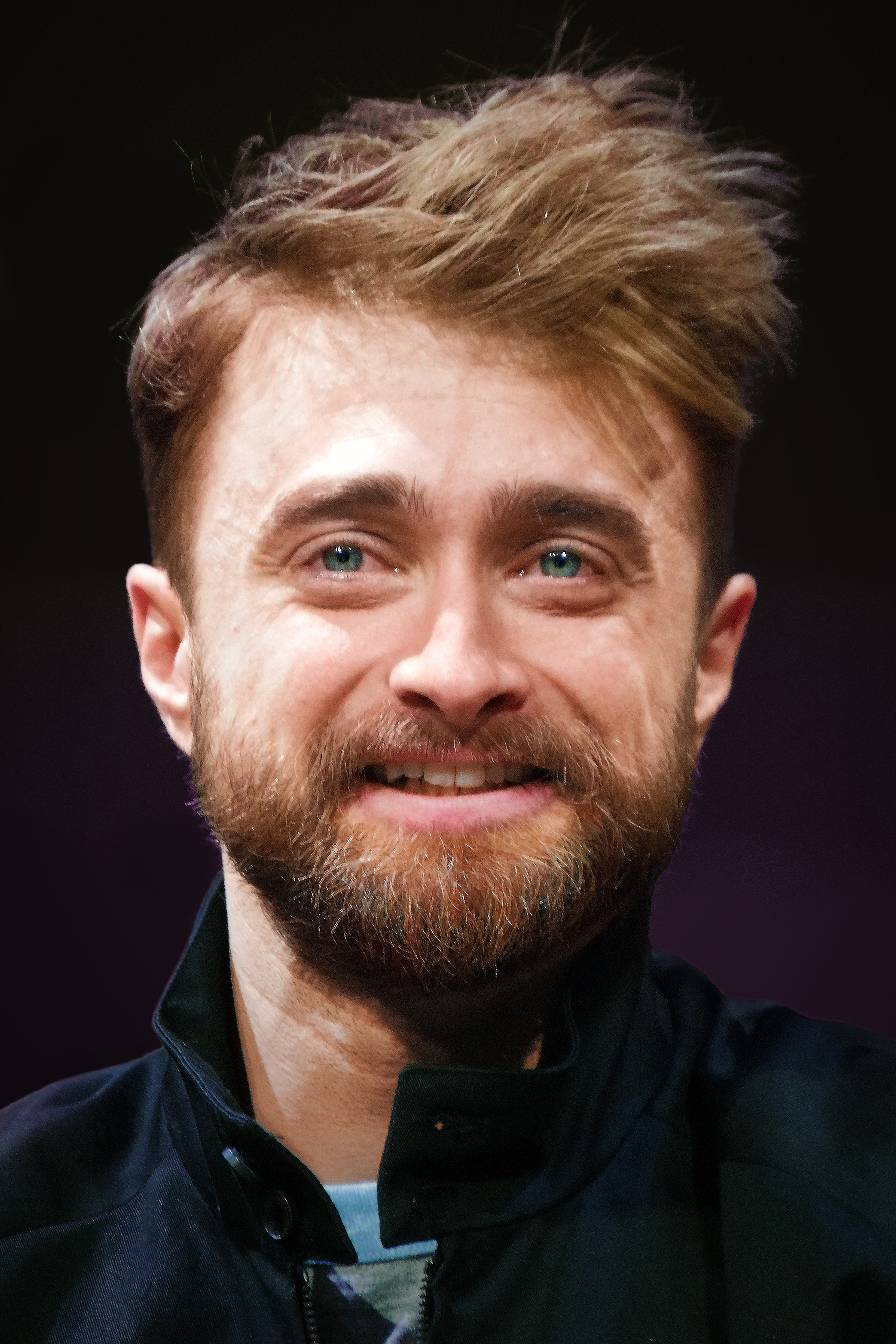
Daniel Radcliffe (* 1989)

- Radcliffe, Dorothy Hartopp (1887–1959), englisch-britische Suffragette und Karmelitin
- Radcliffe, Eric (* 1950), britischer Musiker und Musikproduzent
- Radcliffe, Fred, US-amerikanischer Jazzmusiker
- Radcliffe, George (1877–1932), englischer Fußballspieler
- Radcliffe, George L. P. (1877–1974), US-amerikanischer Politiker
- Radcliffe, Jack (* 1960), US-amerikanischer Pornodarsteller
- Radcliffe, Jasper († 1711), britischer Politiker, Mitglied des House of Commons
- Radcliffe, John, 9. Baron FitzWalter (1451–1496), englischer Adliger und Politiker
- Radcliffe, Mark (* 1952), US-amerikanischer Filmproduzent, Regieassistent und Filmproduktionsleiter
- Radcliffe, Mary Ann († 1818), britische Schriftstellerin
- Radcliffe, Nora (* 1946), schottische Politikerin
- Radcliffe, Paula (* 1973), britische LangstreckenläuferinPaula Radcliffe (* 1973)

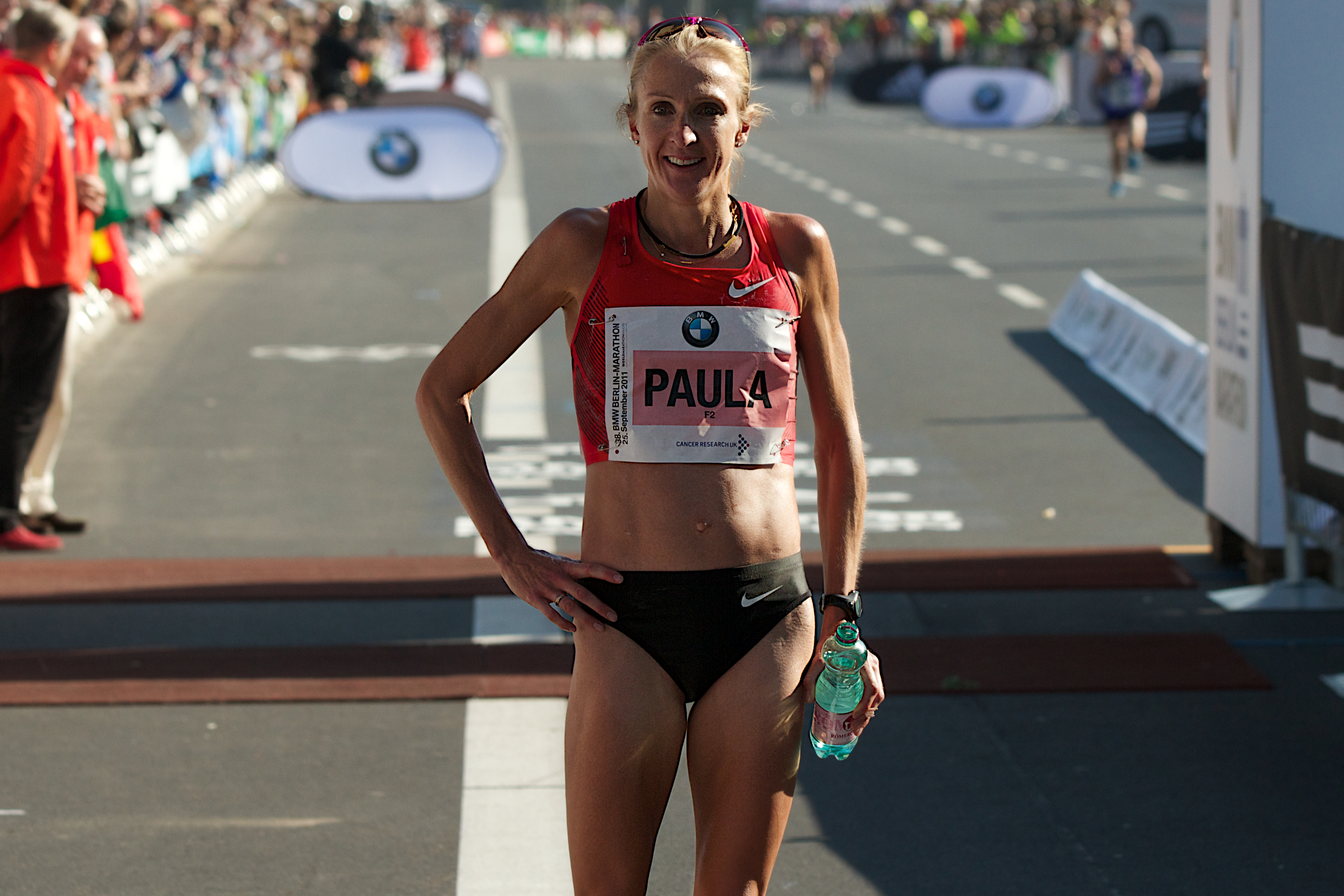
Paula Radcliffe (* 1973)

- Radcliffe, Percy (1916–1991), britischer Politiker der Isle of Man
- Radcliffe, Ted (1902–2005), US-amerikanischer Baseballspieler
- Radcliffe, Timothy (* 1945), englischer römisch-katholischer Ordensgeistlicher, ehemaliger Generalsuperior der Dominikaner
- Radcliffe-Brown, Alfred (1881–1955), britischer Anthropologe, Begründer des Strukturfunktionalismus
- Radclyffe, Sarah (* 1950), britische Filmproduzentin

### Radd
- Radda, Thomas-Michael (* 1951), österreichischer Augenarzt
- Raddatz, Alfred (1928–2006), evangelischer Kirchenhistoriker
- Raddatz, Bettina (1951–2019), deutsche Volkswirtin; Ministerialbeamtin, Sachbuch- und Krimiautorin
- Raddatz, Carl (1912–2004), deutscher Film- und Theaterschauspieler
- Raddatz, Erich (1886–1964), deutscher Kommunalpolitiker und preußischer Landtagsabgeordneter
- Raddatz, Frank M. (* 1956), deutscher Publizist, Dramaturg und Theaterregisseur
- Raddatz, Fritz J. (1931–2015), deutscher Feuilletonist, Essayist, Biograph und RomancierFritz J. Raddatz (1931–2015)

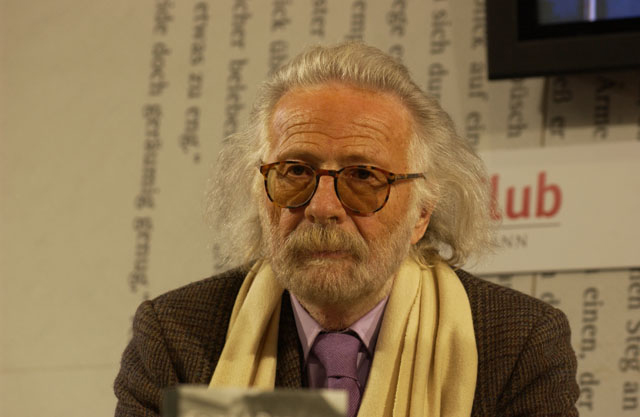
Fritz J. Raddatz (1931–2015)

- Raddatz, Georg (1885–1945), deutscher Klassischer Philologe
- Raddatz, Hans-Peter (* 1941), deutscher Orientalist und Publizist
- Raddatz, Herbert (1914–2001), deutscher Fußballspieler
- Raddatz, Hermann Alfred (1906–1962), deutscher Bildhauer und Maler
- Raddatz, Hilke (* 1941), deutsche Cartoonistin
- Raddatz, Ingrid (* 1943), deutsche Lehrerin und Politikerin (FDP), MdL Rheinland-Pfalz
- Raddatz, Jörg (1971–2016), deutscher Autor
- Raddatz, Karl (1904–1970), deutscher KPD-Funktionär, MdV (VVN)
- Raddatz, Karl (1927–2010), deutscher Verwaltungsjurist, Oberstadtdirektor von Herne
- Raddatz, Klaus (1914–2002), deutscher Prähistoriker
- Raddatz, Klaus (* 1932), deutscher Journalist und SED-Funktionär
- Raddatz, Michael (* 1965), deutscher evangelischer Pfarrer, Superintendent des Kirchenkreises Tempelhof-Schöneberg in Berlin
- Raddatz, Ralf (* 1958), deutscher Brigadegeneral
- Raddatz-Unterstein, Ilse (1930–2015), deutsche Grafikerin und Illustratorin
- Raddäus, Georg (1649–1707), deutscher Kantor und Kapellmeister in Königsberg
- Radde, Gerd (1924–2008), deutscher Pädagoge und Bildungshistoriker
- Radde, Gustav (1831–1903), deutscher Geograph und Naturforscher
- Radde, Hans-Joachim (1927–2009), deutscher Diplomat der DDR
- Radde-Antweiler, Kerstin, deutsche Religionswissenschaftlerin
- Radden, Günter (* 1934), deutscher Anglist
- Raddi, Giuseppe (1770–1829), Florentiner Botaniker
- Radding, Reuben (* 1966), US-amerikanischer Jazzmusiker
- Raddysh, Taylor (* 1998), kanadischer Eishockeyspieler

### Rade
- Rade, Gottfried (1891–1987), deutsch-Schweizer Politiker, Mitglied des Provinziallandtages der Provinz Hessen-Nassau
- Räde, Hans (1921–2018), deutscher Maler und Grafiker
- Rade, Karl Maximilian von (1771–1854), preußischer Generalmajor
- Rade, Katja (* 1965), deutsche Betriebswirtin, Professorin und Unternehmerin
- Rade, Ludwig Martin (* 1939), deutscher Ingenieur und Politiker (LDPD, FDP), MdL
- Rade, Martin (1857–1940), deutscher Theologe
- Rade, Reinhard (* 1964), rechtsradikaler Funktionär
- Radebaugh, Jani (* 1970), US-amerikanische Planetenwissenschaftlerin
- Radebe, Jacob „Mpharanyana“ (1948–1979), südafrikanischer Singer-Songwriter und Gitarrist
- Radebe, Jeff (* 1953), südafrikanischer Politiker
- Radebe, Lucas (* 1969), südafrikanischer Fußballspieler
- Radebe, Ntuthuko (1994–2017), südafrikanischer Fußballspieler
- Radeberg, Hans († 1448), Dresdner Ratsherr und Bürgermeister
- Radebold, Hartmut (1935–2021), deutscher Psychiater, Psychotherapeut, klinischer Psychologe und Altersforscher
- Radebold, Jürgen (* 1939), deutscher Chemieingenieur und Landespolitiker (SPD), MdA
- Radebold, Sabine (* 1969), deutsche Drehbuchautorin und Schauspielerin
- Radeck, Gerhard (* 1958), deutscher Polizeibeamter, Landrat des Landkreises Helmstedt
- Radeck, Johann Martin († 1683), deutscher Organist
- Radeck, Martin († 1684), deutscher Komponist und Organist
- Radecka, Zuzanna (* 1975), polnische Sprinterin
- Radecke, Ernst (1866–1920), deutsch-schweizerischer Musikdirektor, Musikhistoriker und Musikpädagoge
- Radecke, Gabriele (* 1967), deutsche EditionswissenschaftlerinGabriele Radecke (* 1967)

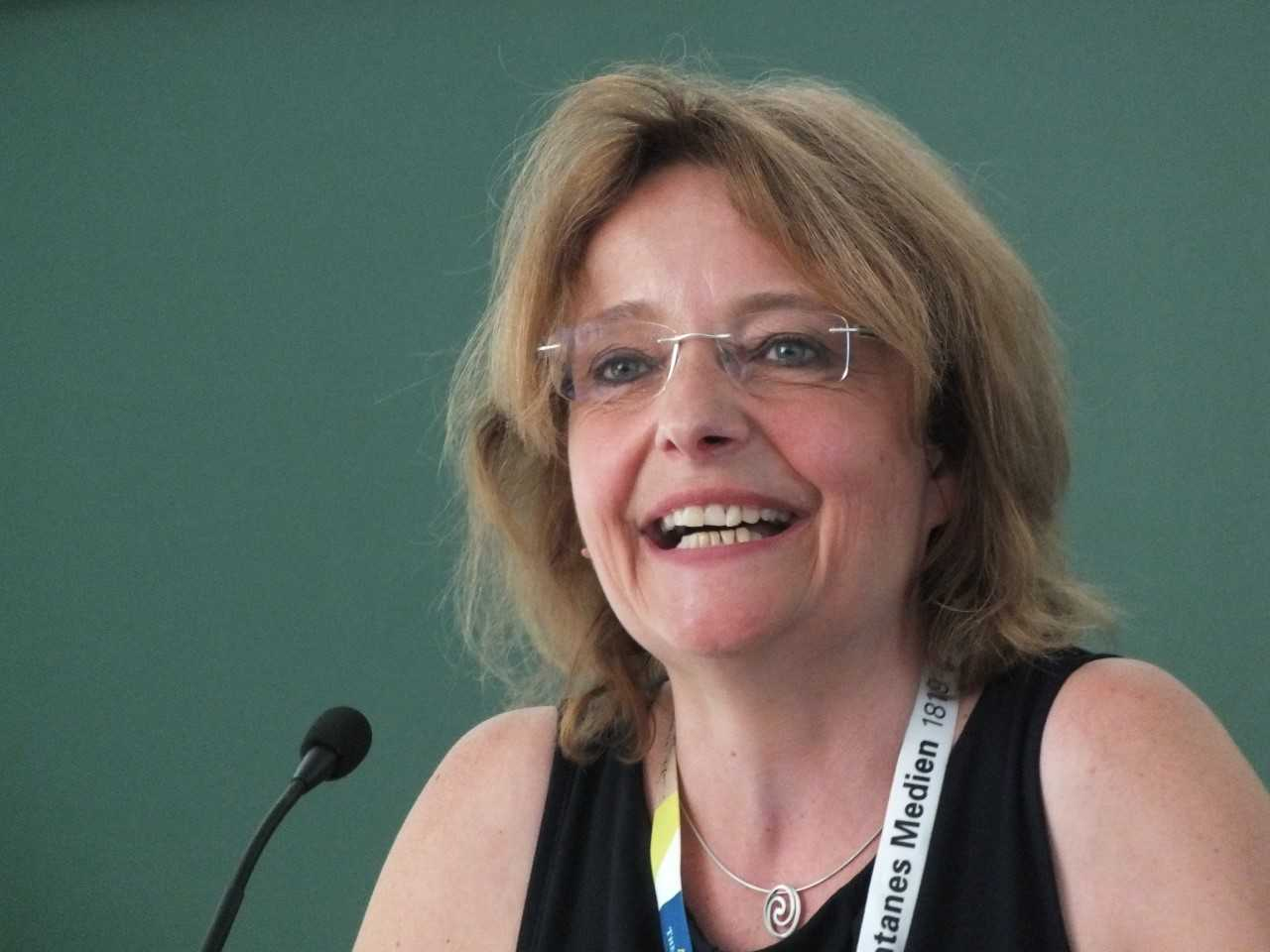
Gabriele Radecke (* 1967)

- Radecke, Herbert, deutscher Fußballspieler
- Radecke, Hermann von (1827–1910), preußischer Generalleutnant und Kommandeur der 4. Division
- Radecke, Louise (1846–1916), deutsche Opernsängerin (Sopran)
- Radecke, Robert (1830–1911), deutscher Komponist, Dirigent und Musikpädagoge
- Radecke, Rudolf (1829–1893), deutscher Komponist, Chorleiter und Musikpädagoge
- Radecke, Valentin († 1632), Theologe und Leiter der Unitarischen Kirche in Siebenbürgen
- Radecke, Wilhelm (1898–1978), deutscher Bankkaufmann und wirtschaftspolitischer Aktivist
- Rädecker, Johann Diedrich (1765–1848), deutscher Tischler und Instrumentmacher
- Radecki, Eva von (1884–1920), deutsch-baltische Schriftstellerin
- Radecki, Loana, deutsches Fotomodell und Schönheitskönigin
- Radecki, Sigismund von (1891–1970), deutscher Schriftsteller und Übersetzer
- Radefeld, Armin (1817–1885), deutscher evangelischer Pädagoge, evangelischer Pfarrer und Lexikograf
- Radefeld, Carl (1788–1874), deutscher Major und Kartograf
- Radegast, Peter (* 1970), deutscher Basketballspieler, Basketballtrainer und Basketballfunktionär
- Radegis, warnischer Herrscher, Merowinger, Sohn des Hermegis
- Radeglia, Lavinia Clara (1879–1947), englische Badmintonspielerin
- Radegonde, Sylvestre (* 1956), seychellischer Diplomat und Politiker
- Radegund von Wellenburg, Viehmagd und Heilige
- Radegunde († 587), Tochter König Berthachars und seiner Frau Amalberga
- Radek, Friedrich (1884–1964), deutscher römisch-katholischer Geistlicher
- Radek, Janusz (* 1968), polnischer Sänger und Schauspieler
- Radek, Karl (* 1885), russisch-sowjetischer Journalist und Politiker (SDKPiL, SPD, KPD, KPdSU)Karl Radek (* 1885)

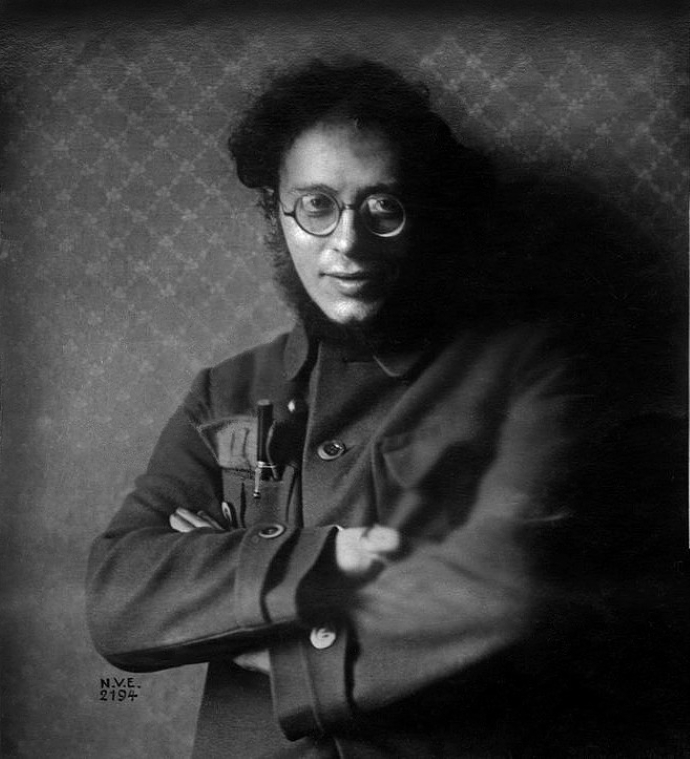
Karl Radek (* 1885)

- Radeke, Kurt (1924–2017), deutscher Schauspieler und Synchronsprecher
- Radeke, Winfried (* 1940), deutscher Komponist, Kirchenmusiker und Regisseur
- Rädeker, Jochen (* 1967), deutscher Grafikdesigner und Autor
- Rädel, Björn (* 1974), deutscher Fußballtrainer
- Radel, Frieda (1869–1958), deutsche Politikerin (DDP), MdHB
- Radel, George (1860–1948), deutscher Architekt
- Radel, Jürgen (* 1975), deutscher Ökonom und Hochschullehrer
- Rädel, Robert (* 1982), deutscher Koch und LehrerRobert Rädel (* 1982)

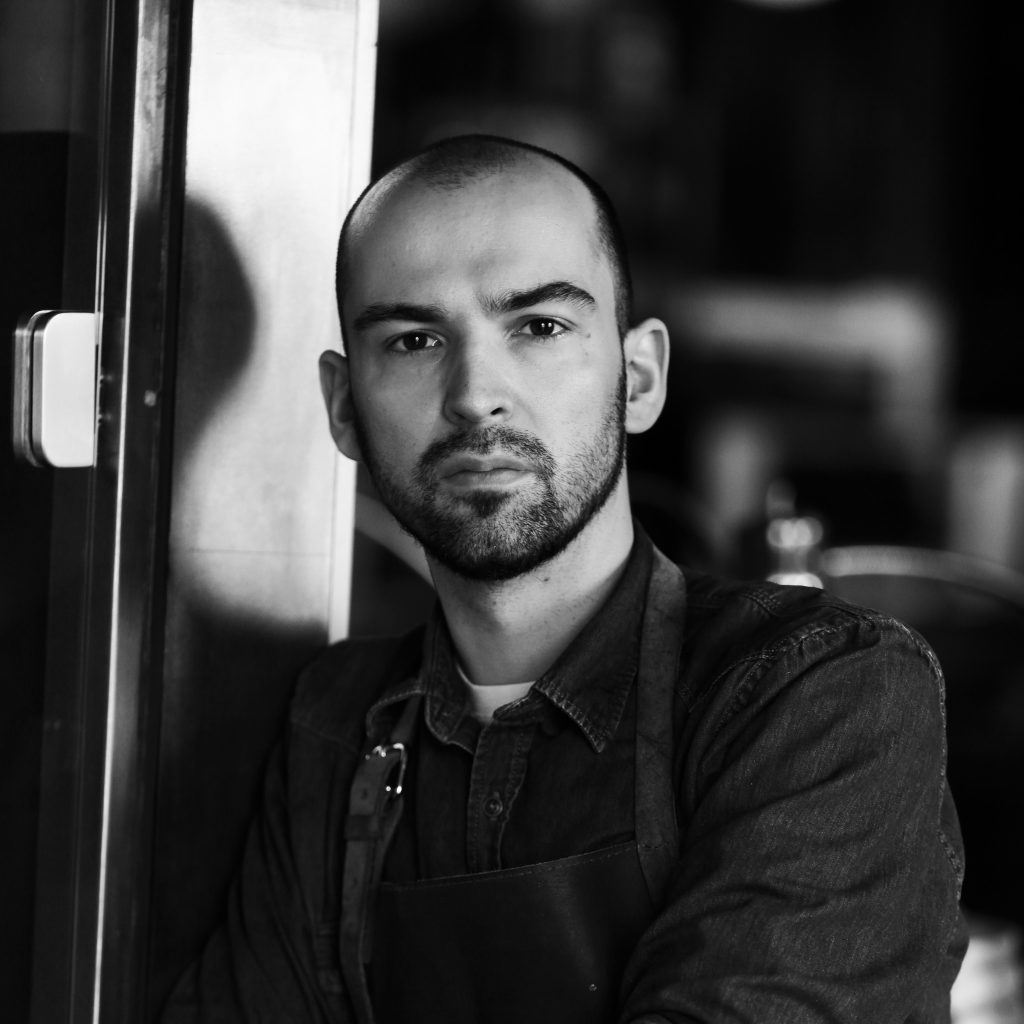
Robert Rädel (* 1982)

- Rädel, Siegfried (1893–1943), deutscher Politiker (KPD), MdR, Widerstandskämpfer, Arbeitervertreter
- Radel, Trey (* 1976), US-amerikanischer Journalist und Politiker
- Radelczuk, Julia (* 2006), polnische Beachvolleyballspielerin
- Radelennes, Christophorus († 1536), deutscher Bischof
- Radelet-de Grave, Patricia (* 1948), belgische Wissenschaftshistorikerin
- Radelj, Jure (* 1977), slowenischer Skispringer
- Radeljić, Ivan (* 1980), bosnisch-herzegowinischer Fußballspieler
- Rädelt, Francy (* 1996), deutsche Ringerin
- Rademacher, Arno (1963–2017), deutscher Politiker (Die Friesen)
- Rademacher, Arnold (1873–1939), deutscher katholischer Priester, Professor, Theologe und Philosoph
- Rademacher, Beate (* 1953), deutsche Sängerin, Kabarettistin und Schauspielerin
- Rademacher, Bernhard (1901–1973), deutscher Phytopathologe an der Universität Hohenheim
- Rademacher, Carl (1859–1935), deutscher Prähistoriker, Heimatforscher und Schriftsteller
- Rademacher, Cay (* 1965), deutscher Journalist und Schriftsteller
- Rademacher, Dorothea Charlotte (* 1764), deutsche Theaterschauspielerin
- Rademacher, Erich (1901–1979), deutscher Schwimmer
- Rademacher, Ernst (1903–1964), deutscher Politiker (NSDAP), MdR
- Rademacher, Falko (* 1974), deutscher Schriftsteller und Satiriker
- Rademacher, Franz (1906–1973), deutscher NS-Diplomat
- Rademacher, Günter (1948–2017), deutscher Fußballspieler
- Rademacher, Hanna (1881–1979), deutsche Schriftstellerin
- Rademacher, Hans (1892–1969), deutscher Mathematiker
- Rademacher, Heinrich (1908–1984), deutscher Politiker (KPD), MdL
- Rademacher, Hellmut (1927–2018), deutscher Kunsthistoriker und Autor mit dem Spezialgebiet Plakatgeschichte und Gebrauchsgrafik
- Rademacher, Hellmuth (1900–1984), deutscher Jurist und Landrat
- Rademacher, Hermann (1841–1919), deutscher Richter und Politiker (DFP), MdR
- Rademacher, Horst (1923–1990), deutscher Wirtschafts- und Sozialpolitiker (SED)
- Rademacher, Horst (* 1954), deutscher Wissenschaftsjournalist und Geophysiker
- Rademacher, Hubert (1902–1969), deutscher Architekt
- Rademacher, Irma Wolpe (1902–1984), US-amerikanische Pianistin und Klavierpädagogin
- Rademacher, Joachim (1906–1970), deutscher Schwimmer und Wasserballspieler
- Rademacher, Johann Gottfried (1772–1850), deutscher Arzt, medizinischer Autor
- Rademacher, Joseph (1840–1900), US-amerikanischer Geistlicher, Bischof von Fort Wayne
- Rademacher, Lars (* 1972), deutscher Medienwissenschaftler
- Rademacher, Leopold (1864–1935), deutscher Verwaltungsbeamter
- Rademacher, Lukas (* 1981), deutscher Rechtswissenschaftler und Hochschullehrer
- Rademacher, Lutz (* 1969), deutscher Dirigent
- Rademacher, Manfred (1930–2012), deutscher Beamter
- Rademacher, Manfred (* 1954), deutscher Politiker (SPD), MdL
- Rademacher, Michael (* 1952), deutscher Politiker (SPD)
- Rademacher, Nana (* 1966), deutsche Schriftstellerin
- Rademacher, Niklas (* 1982), deutscher Volleyball- und Beachvolleyballspieler
- Rademacher, Otto (1847–1918), deutscher Gymnasiallehrer und Lokalhistoriker
- Rademacher, Paul (1901–1989), deutscher Gebrauchsgrafiker und Dozent
- Rademacher, Pete (1928–2020), amerikanischer Schwergewichtsboxer
- Rademacher, Sandra (* 1978), deutsche Pädagogin
- Rademacher, Stefan (* 1961), deutscher Fusionmusiker (Bass, Komposition)
- Rademacher, Susanna (1899–1980), deutsche literarische Übersetzerin
- Rademacher, Ulrich (* 1952), deutscher Pianist, Hochschullehrer und Dirigent
- Rademacher, Walther (1879–1952), deutscher Jurist, Industrieller und Politiker (DNVP, VKV), MdR
- Rademacher, Werner, deutscher Tischtennisspieler
- Rademacher, Willy Max (1897–1971), deutscher Politiker (FDP), MdHB, MdB, MdEP
- Rademacker, Olaf (* 1963), deutscher Jurist
- Rademaker, Franziska (1878–1961), deutsche Schriftstellerin
- Rademaker, Gijsbertus Godefriedus Johannes (1887–1957), niederländischer Physiologe, Neurologe und Hochschullehrer
- Rademaker, Josef (1919–1997), deutscher Politiker (SPD), MdL
- Rademaker, Richard (* 1982), niederländischer Volleyball- und Beachvolleyballspieler
- Rademaker, Wilhelm (1922–1996), deutscher Politiker (CDU), MdBB
- Rademakers, Fons (1920–2007), niederländischer Filmregisseur
- Rademann, Bartholomaeus († 1585), deutscher Jurist und Professor in Frankfurt (Oder)
- Rademann, Friederike (* 1967), deutsche Tänzerin und Choreografin
- Rademann, Hans-Christoph (* 1965), deutscher Chordirigent und Hochschullehrer
- Rademann, Hermann (1947–1988), deutscher Aktivist und Mitbegründer des Unabhängigen Schülerbundes (USB) in Bremen-Nord
- Rademann, Klaus (* 1953), deutscher Physikochemiker
- Rademann, Rolf (* 1934), deutscher Diakon und Kirchenmusikdirektor
- Rademann, Wolfgang (1934–2016), deutscher Fernsehproduzent
- Rademeyer, Kyle (* 2002), südafrikanischer Stabhochspringer
- Rademin, Heinrich (1674–1731), deutscher Schauspieler
- Raden Saleh (1811–1880), javanischer Prinz und MalerRaden Saleh (1811–1880)

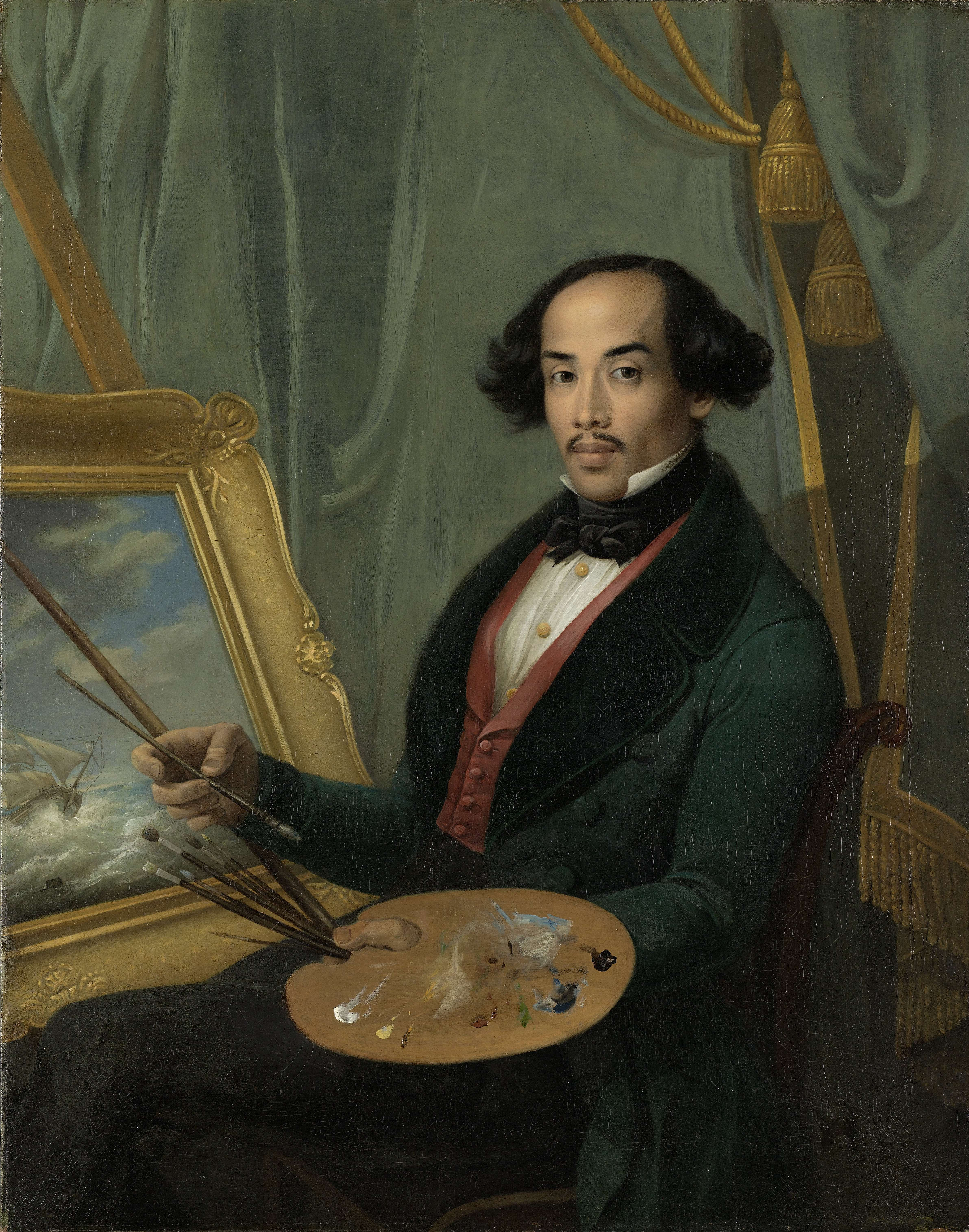
Raden Saleh (1811–1880)

- Radenbach, Karl Ludwig (1918–1986), deutscher Mediziner und Pneumologe
- Radener-Blaschke, Helga (1922–2015), deutsche Malerin, Illustratorin sowie Grafikerin
- Radenković, Aleksandar (* 1979), deutscher Schauspieler
- Radenković, Danica (* 1992), serbische Volleyball-Nationalspielerin
- Radenkovic, Maja (* 2002), schwedische Tennisspielerin
- Radenković, Petar (* 1934), jugoslawischer Fußballtorwart
- Radensleben, Thorsten (* 1962), deutscher Betriebswirt und Basketballspieler
- Rader, Abbey (* 1943), amerikanischer Jazzmusiker (Schlagzeug)
- Rader, Bruno (1939–2024), österreichischer Benediktiner
- Rader, Dennis (* 1945), US-amerikanischer Serienmörder
- Rader, Don (1935–2023), amerikanischer Trompeter und Arrangeur des Modern Jazz
- Rader, Frank (1848–1897), US-amerikanischer Politiker
- Rader, Hannes (* 1940), österreichischer Bühnenbildner und Illustrator
- Räder, Hermann (* 1917), deutscher Architekt und Hochschullehrer
- Rader, John (* 1927), US-amerikanischer Politiker
- Räder, Karl (1870–1967), deutscher Journalist und Mundartdichter
- Rader, Ludwig (* 1948), österreichischer Politiker (FPÖ)
- Rader, Matthäus (1561–1634), deutscher Jesuit, Lehrer und Historiker
- Rader, Mike Hermann (* 1973), deutscher Schauspieler
- Rader, Olaf B. (* 1961), deutscher Historiker
- Rader, Paul (1879–1938), US-amerikanischer Prediger, Kirchenlieddichter und Radioevangelist
- Rader, Susanne, österreichische Theaterschauspielerin, Sängerin und Tänzerin
- Räder, Wilhelm (1878–1957), Autor
- Räder-Großmann, Susanne (1901–1971), deutsche Politikerin (SPD), Mitglied des Abgeordnetenhauses von Berlin
- Rader-Soulek, Grete (1920–1997), österreichische Textilkünstlerin, Malerin und Designerin
- Radermacher, Birgitta (* 1956), deutsche Juristin und Politikerin (CDU)
- Radermacher, Eduard (1839–1905), deutsch-niederländischer Fotograf
- Radermacher, Franz Josef (* 1950), deutscher Mathematiker und WirtschaftswissenschaftlerFranz Josef Radermacher (* 1950)

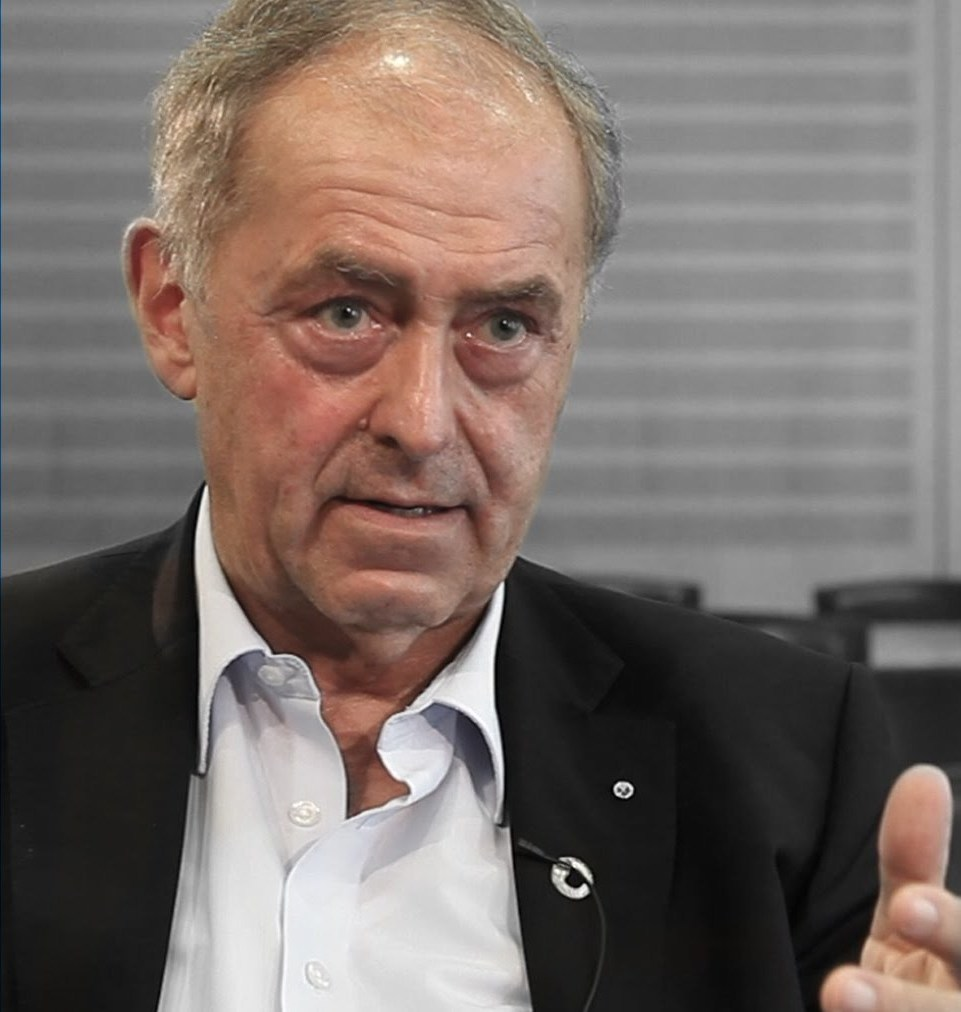
Franz Josef Radermacher (* 1950)

- Radermacher, Friedrich (1924–2020), deutscher Komponist
- Radermacher, Hans (* 1929), deutscher Philosoph
- Radermacher, Hermann (1839–1901), deutscher Gutsbesitzer und Abgeordneter
- Radermacher, Jacob Cornelis Mattheus (1741–1783), niederländischer Botaniker und Schriftsteller
- Radermacher, Jan (* 1981), deutscher bildender Künstler und Regisseur
- Radermacher, Jochen, deutscher Kameramann
- Radermacher, Johan der Ältere (1538–1617), deutscher Kaufmann und Humanist
- Radermacher, Johannes (1905–1978), deutscher Maler
- Radermacher, Karin (* 1945), deutsche Politikerin (SPD), MdL Bayern
- Radermacher, Ludwig (1867–1952), österreichischer Altphilologe und Hochschullehrer
- Radermacher, Matthias (1804–1890), deutscher Maler
- Radermacher, Norbert (* 1953), deutscher bildender Künstler
- Radermacher, Norbert Josef (* 1946), deutscher Kulturwissenschaftler, Theaterpädagoge und Theaterregisseur
- Radermacher, Walter (* 1952), deutscher Statistiker, Präsident des Statistischen Bundesamtes, Generaldirektor von Eurostat
- Radermecher, Apollonia (1571–1626), deutsche Ordensgründerin
- Raders, Heinrich Daniel Ernst von (1655–1731), preußischer Generalmajor und zuletzt Kommandant von Lippstadt
- Raders, Ludwig (1868–1899), deutscher Maler und Grafiker
- Raderschall, Heinrich (1916–2010), deutscher Garten- und Landschaftsarchitekt
- Räderscheidt, Anton (1892–1970), deutscher Maler der Moderne
- Räderscheidt, Maf (* 1952), deutsche Künstlerin der rheinischen Szene
- Räderscheidt, Wilhelm (1865–1926), deutscher Volks- und Mittelschullehrer
- Rades, Eve (* 1987), deutsche Sängerin (Sopran) und Musical-Darstellerin
- Radeschnig, Birgit (* 1984), österreichische Schauspielerin und Kabarettistin
- Radeschnig, Nicole (* 1984), österreichische Schauspielerin und Kabarettistin
- Rădescu, Nicolae (1874–1953), Generalleutnant der Armata Română und Ministerpräsident des Königreichs Rumänien
- Radespiel, Ute (* 1964), deutsche Biologin und Primatologin
- Radestock, Max (1854–1913), deutscher Konsumgenossenschafter, erster Vorsitzende des Vorstandes des Zentralverbandes deutscher Konsumvereine
- Radestock, Max (* 1988), deutscher Schauspieler
- Radestock, Peter (1945–2024), deutscher Theaterintendant und Schauspieler
- Radet, Georges (1859–1941), französischer Klassischer Archäologe, Epigraphiker und Althistoriker
- Radetich, John (* 1948), US-amerikanischer Sportler
- Radetzkaja, Olga (* 1965), deutsche Übersetzerin
- Radetzky von Radetz, Josef Wenzel (1766–1858), österreichischer HeerführerJosef Wenzel Radetzky von Radetz (1766–1858)

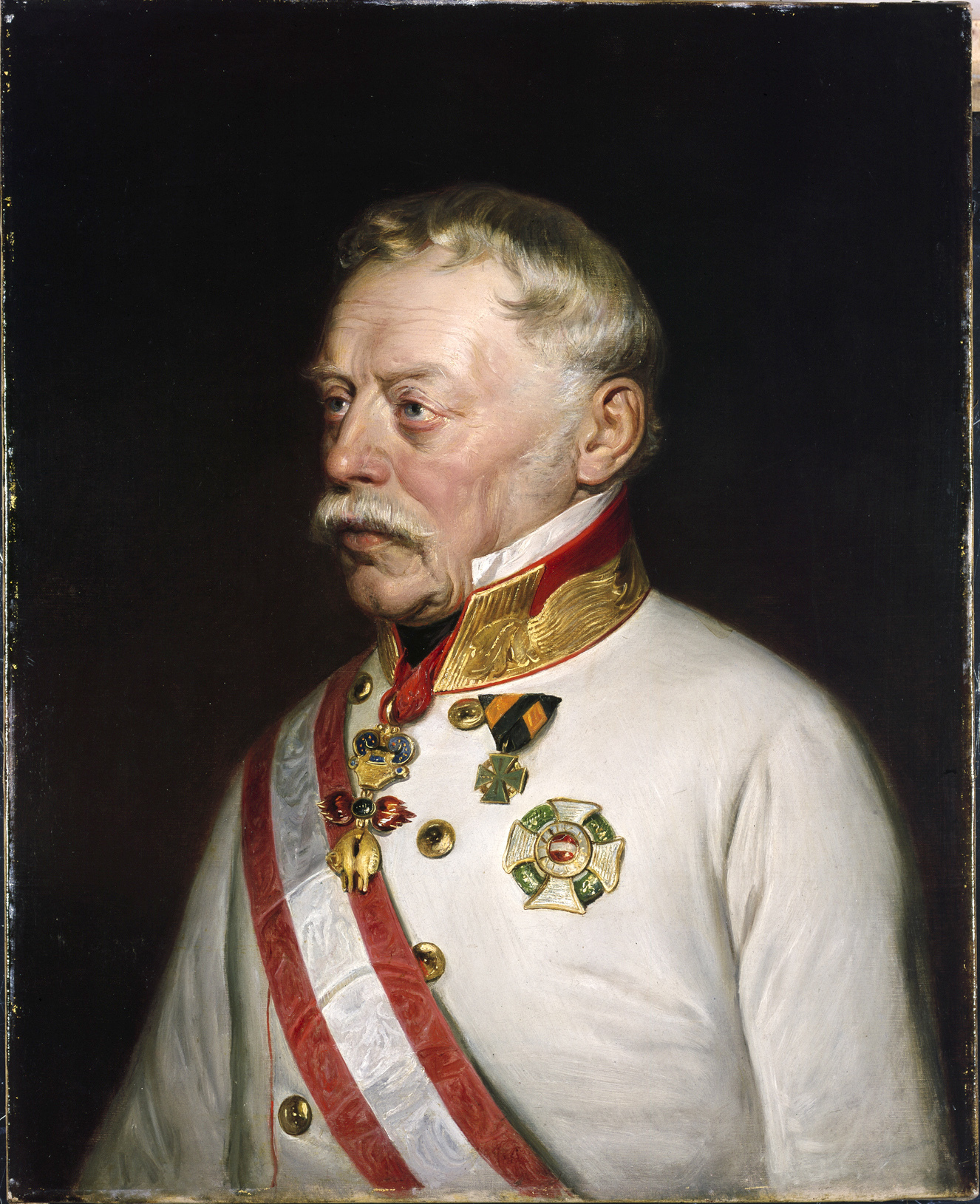
Josef Wenzel Radetzky von Radetz (1766–1858)

- Radetzky, Cäsar W. (* 1939), deutscher Maler und Autor
- Radetzky, Judith von (* 1957), deutsche Schauspielerin, Theaterregisseurin und Synchronsprecherin
- Radetzky, Robert von (1899–1989), deutscher Lyriker und Politiker (CDU), MdA
- Radetzky, Waldemar von (1910–1990), deutsch-baltischer SS-Offizier in der Einsatzgruppe C
- Radev, Marianna (1913–1973), jugoslawisch-kroatische Altistin
- Radević, Svetlana Kana (1937–2000), Architektin in Montenegro
- Radēviča, Ineta (* 1981), lettische Weit- und Dreispringerin
- Radew, Bojan (* 1942), bulgarischer Ringer und Kunstmäzen
- Radew, Emil (* 1971), bulgarischer Politiker
- Radew, Petar (* 1948), bulgarischer Eishockeytorwart
- Radew, Petko (1933–2017), bulgarischer Klarinettist und Hochschullehrer
- Radew, Rumen (* 1963), bulgarischer Staatspräsident
- Radew, Simeon (1879–1967), bulgarischer Schriftsteller und Diplomat
- Radew, Walo (1923–2001), bulgarischer Filmregisseur, Kameramann und Drehbuchautor
- Radewski, Christo (1903–1996), bulgarischer Dichter, Kinderbuchautor und Übersetzer
- Radey von Freydegg, Franz (1862–1931), Generalstabsarzt der österreich-ungarischen Armee
- Radezki, Fjodor Fjodorowitsch (1820–1890), russischer General

### Radf
- Radfan, Ariane (* 1965), deutsche Volleyballspielerin
- Radfan, Constance (* 1969), deutsche Volleyballspielerin
- Radford, Arthur W. (1896–1973), US-amerikanischer Admiral der United States Navy
- Radford, Barbara, britische Eiskunstläuferin
- Radford, Basil (1897–1952), britischer Schauspieler
- Radford, Charlie (1900–1924), englischer Fußballspieler
- Radford, Eric (* 1985), kanadischer Eiskunstläufer
- Radford, John (* 1947), englischer Fußballspieler
- Radford, Michael (* 1946), britischer Drehbuchautor und FilmregisseurMichael Radford (* 1946)

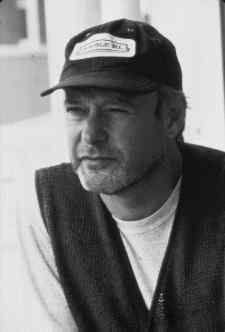
Michael Radford (* 1946)

- Radford, Noel B., kanadisch-englischer Badmintonspieler
- Radford, Peter (* 1939), britischer Sprinter
- Radford, Rollo (* 1943), amerikanischer Jazz- und Bluesmusiker (Bass)
- Radford, Stella (* 1995), australische Hindernisläuferin
- Radford, William (1814–1870), US-amerikanischer Jurist und Politiker
- Radfux, Johann (1902–1984), österreichischer Politiker (SPÖ)

### Radg
- Radgen, Marc (* 1989), deutscher Pokerspieler

### Radh
- Radhakishun, Pretaap (1934–2001), surinamischer Politiker, Premierminister von Suriname
- Radhakrishnan, K. (* 1949), indischer Raumfahrtfunktionär, Leiter der nationalen Weltraumorganisation Indian Space Research Organisation (ISRO)
- Radhakrishnan, Priyanca (* 1979), neuseeländische Politikerin der New Zealand Labour Party
- Radhakrishnan, Sarvepalli (1888–1975), indischer Philosoph, Politiker und Staatspräsident
- Radhi, Ahmed (1964–2020), irakischer Fußballspieler und Politiker
- Radhoff, Bernhard (1762–1819), deutscher Politiker

### Radi
- Radi, Alberto (1919–1989), italienischer Ruderer
- Rādī, ar- (909–940), Kalif der Abbasiden
- Radi, Bernardino (1581–1643), italienischer Architekt, Bildhauer und Graveur
- Radian-Gordon, Rodica (* 1957), israelische Diplomatin
- Radić, Antun (1868–1919), jugoslawischer Ethnologe, Publizist und Politiker
- Radić, Indira (* 1966), bosnisch-serbische Turbo-Folk-Sängerin
- Radić, Lepa (1925–1943), jugoslawische Kommunistin und VolksheldinLepa Radić (1925–1943)

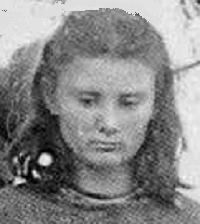
Lepa Radić (1925–1943)

- Radic, Smiljan (* 1965), chilenischer Architekt
- Radić, Stjepan (1871–1928), Gründer der Kroatischen Bauernpartei
- Radić, Toni (* 1967), kroatischer Basketballtrainer
- Radić, Žarko (* 1932), deutscher Künstler
- Radica, Ruben (1931–2021), jugoslawischer bzw. kroatischer Komponist und Hochschullehrer
- Radical (* 1981), Schweizer Rapper
- Radical Redemption (* 1990), niederländischer Hardstyle-DJ und Musikproduzent
- Radicati di Brozolo, Luigi Arialdo (1919–2019), italienischer Physiker
- Radicati, Felice (1775–1823), italienischer Violinist und Komponist der Klassik
- Radicchi, Federica (* 1988), italienische Wasserballspielerin
- Radicchi, Leonardo, italienischer Jazzmusiker (Saxophon, Bassklarinette, Komposition)
- Radice, Giles, Baron Radice (1936–2022), britischer Politiker (Labour), Mitglied des House of Commons
- Radice, Luca (* 1987), italienischer Fussballspieler
- Radice, Luigi (1935–2018), italienischer Fußballspieler und -trainer
- Radičević, Branko (1824–1853), serbischer Dichter
- Radičević, Jovanka (* 1986), montenegrinische Handballspielerin
- Radich, Michael, neuseeländischer Buddhologe und Hochschullehrer
- Radichi, Julius (1763–1846), österreichischer Schauspieler und Opernsänger
- Radici, Fausto (1953–2002), italienischer Skirennläufer
- Radicic, Pero (* 1972), Schweizer Schauspieler
- Radicke, Franz (1909–1985), deutscher Widerstandskämpfer und SED-Funktionär
- Radicke, Gustav (1810–1883), deutscher Physiker, Mathematiker und Hochschullehrer
- Radicke, Jan (* 1965), deutscher Altphilologe
- Radičová, Iveta (* 1956), slowakische Soziologin und Politikerin, Mitglied des Nationalrats
- Radics, Andreas (* 2001), österreichischer Fußballspieler
- Radics, Béla (1946–1982), ungarischer Rockmusiker, Gitarrist und Sänger
- Radics, Jack, jamaikanischer Popsänger und Songautor
- Radics, László (* 1949), ungarischer Agrarwissenschaftler an der Corvinus-Universität Budapest
- Radics, Peter von (1836–1912), österreichischer Historiker, Schriftsteller, Autor und Journalist
- Radideau, Marguerite (1907–1978), französische Sprinterin
- Radif, Abdullah (* 2003), saudi-arabischer Fußballspieler
- Radig, Bernd (* 1944), deutscher Informatiker und Physiker
- Radig, Fred (1965–2019), deutscher Handballspieler
- Radig, Werner (1903–1985), deutscher Archäologe, Volkskundler und Hochschullehrer
- Radigue, Éliane (* 1932), französische Komponistin
- Radiguès, Didier de (* 1958), belgischer Motorrad- und Autorennfahrer
- Radiguès, Patrick de (* 1956), belgischer Autorennfahrer und Segler
- Radiguet, Raymond (1903–1923), französischer Schriftsteller, Dichter und JournalistRaymond Radiguet (1903–1923)

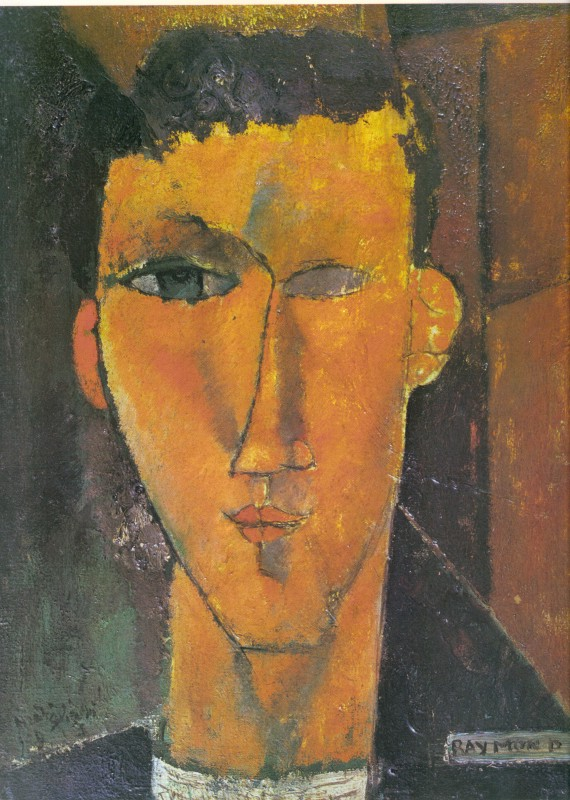
Raymond Radiguet (1903–1923)

- Radil, Lukáš (* 1990), tschechischer Eishockeyspieler
- Radimec, Libor (* 1950), tschechischer Fußballspieler
- Radimow, Wladislaw Nikolajewitsch (* 1975), russischer Fußballspieler
- Radimský, Václav (1867–1946), tschechischer Maler
- Radin, Charles (* 1945), US-amerikanischer Mathematiker und Physiker
- Radin, Helen Kristt (1933–2007), US-amerikanische Filmproduzentin
- Radin, Joshua (* 1974), US-amerikanischer Musiker, Sänger und AutorJoshua Radin (* 1974)

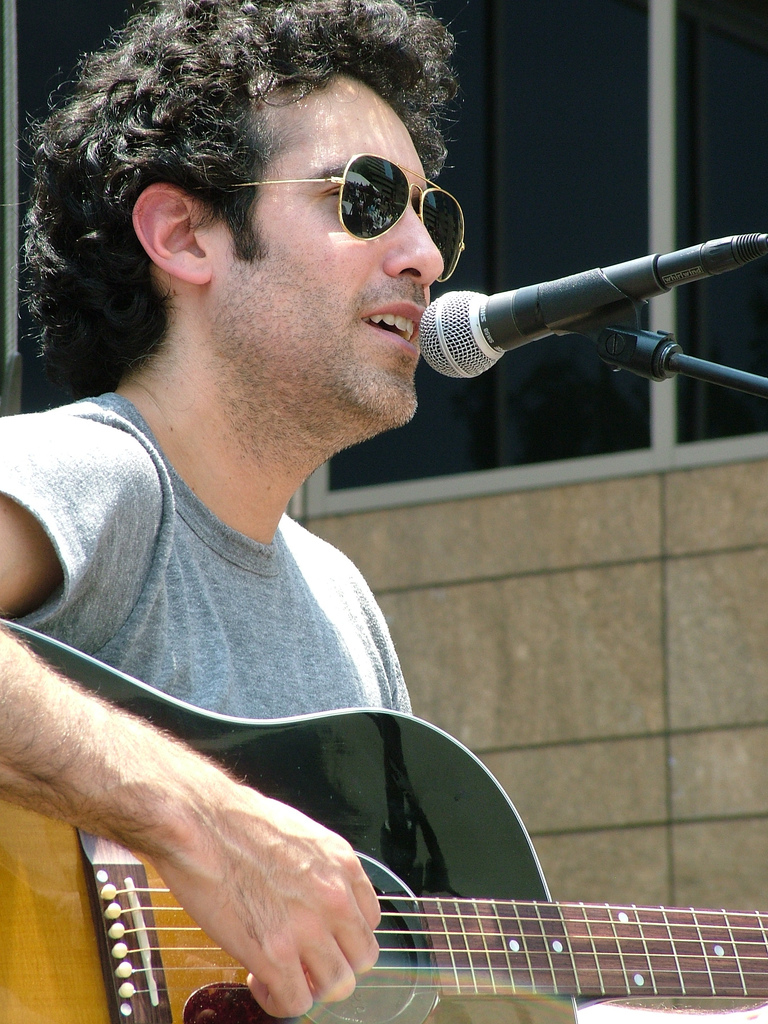
Joshua Radin (* 1974)

- Radin, Leonid Petrowitsch (1860–1900), russischer Revolutionär
- Radin, Max (1880–1950), US-amerikanischer Rechtswissenschaftler
- Radin, Paul (1883–1959), US-amerikanischer Anthropologe
- Radin, Zvjezdan (* 1953), jugoslawischer Fußballspieler
- Rading, Adolf (1888–1957), deutscher Architekt
- Radinger von Radinghofen, Karl (1869–1921), österreichischer Klassischer Philologe, Kunst- und Kulturhistoriker
- Radinger, Elli H. (* 1951), deutsche Wolfsexpertin, Fachjournalistin und Autorin von Wolfs- und Hundebüchern
- Radinger, Felix (* 1988), deutscher Ringer
- Radinger, Friedrich (* 1954), österreichischer Manager
- Radinger, Johann von (1842–1901), österreichischer Maschinenbauingenieur
- Radinger, Karl (1912–1966), deutscher Maler
- Radinger, Martin (* 1951), österreichischer Filmemacher
- Radinger, Stephan (1914–2005), österreichischer Politiker (SPÖ), Abgeordneter zum Nationalrat
- Radini Tedeschi, Daniele (* 1986), italienischer Kunsthistoriker
- Radini Tedeschi, Giacomo (1857–1914), italienischer Bischof
- Radinović, Velimir (* 1981), kanadisch-serbischer Basketballspieler
- Radinsky, Jackie (* 1998), US-amerikanischer Schauspieler
- Radinsky, Kira (* 1986), israelische Informatikerin und Unternehmerin
- Radinsky, Leonard B. (1937–1985), US-amerikanischer Paläontologe
- Radinsky, Scott (* 1968), US-amerikanischer Sänger, Baseballspieler und -trainer
- Radio Slave, britischer DJ
- Radioman (* 1950), US-amerikanischer Statist und NebendarstellerRadioman (* 1950)

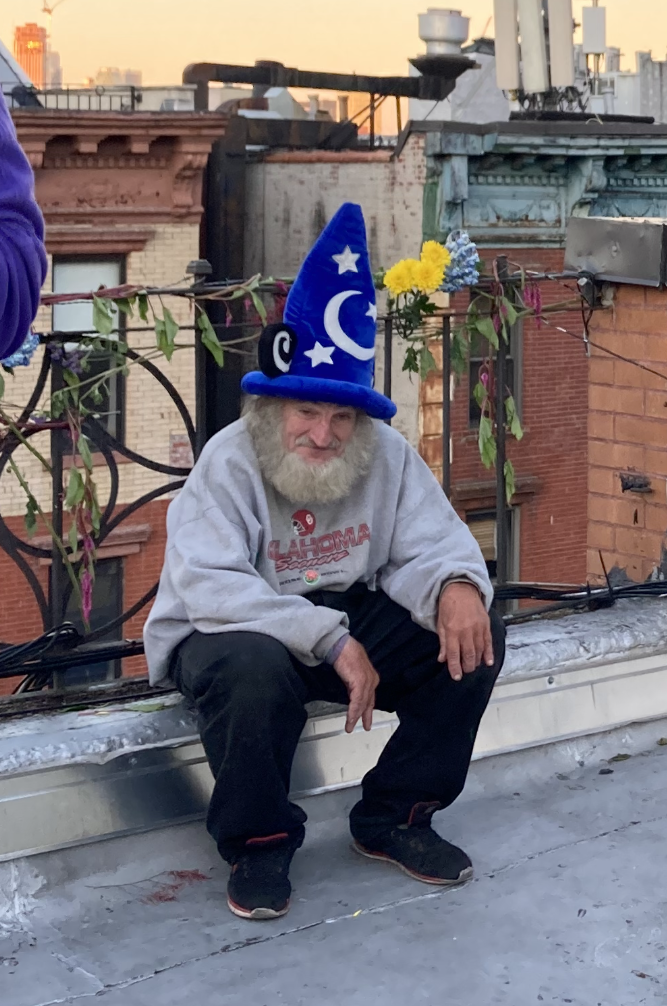
Radioman (* 1950)

- Radionowa, Jelena Igorewna (* 1999), russische Eiskunstläuferin
- Radipold von Egmont, Erbauer der Burg Hirschstein
- Radiș, Simona (* 1999), rumänische Ruderin
- Radišauskienė, Eglė (* 1974), litauische Verwaltungsjuristin und Politikerin, Stellvertreterin des Ministers für Soziales
- Rädisch, Bärbel (* 1942), deutsche Autorin
- Radisch, Eberhard (1928–2004), deutscher Konzertagent und Unternehmer
- Radisch, Iris (* 1959), deutsche Literatur-Journalistin und Schriftstellerin
- Rädisch, Lothar (1927–2005), deutscher Badmintonspieler
- Radisch, Tom (* 1982), deutscher Schauspieler und Synchronsprecher
- Radischtschew, Alexander Nikolajewitsch (1749–1802), russischer Philosoph und Revolutionär
- Radišić, Nika (* 2000), slowenische Tennisspielerin
- Radišić, Vukašin (1810–1843), serbischer Diplomat, Dichter, Altphilologe und Übersetzer
- Radišić, Živko (1937–2021), bosnischer Politiker serbischer Volkszugehörigkeit
- Radisson, Pierre-Esprit († 1710), französischer Entdecker, Waldläufer und PelzhändlerPierre-Esprit Radisson († 1710)

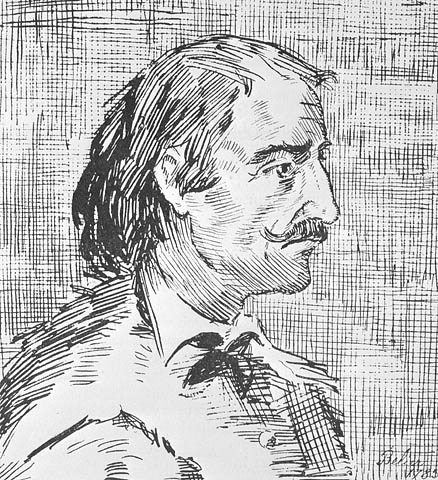
Pierre-Esprit Radisson († 1710)

- Raditschkow, Jordan (1929–2004), bulgarischer Schriftsteller
- Raditschnig, Herbert (1934–2006), österreichischer Kameramann und Dokumentarfilmer
- Raditschnig, Werner (* 1948), österreichischer Komponist und Gitarrist
- Radiuš, Aleksandr (* 1982), litauischer Fußballschiedsrichterassistent
- Radius, Justus (1797–1884), deutscher Pathologe
- Radius, Udo (* 1965), deutscher Chemiker und Hochschullehrer
- Radivojević, Bogdan (* 1993), serbischer Handballspieler
- Radivojevič, Branko (* 1980), slowakischer Eishockeyspieler
- Radivojević, Jelena (* 1990), serbische Biathletin
- Radivojević, Jelena (* 1994), montenegrinische Handballspielerin
- Radivojević, Jovan (* 1982), serbischer Fußballspieler
- Radivojević, Katarina (* 1979), serbische Schauspielerin
- Radivojević, Lola (* 2005), serbische Tennisspielerin
- Radiwilow, Ihor (* 1992), ukrainischer Kunstturner
- Radix, Michael (* 1957), deutscher Fernsehjournalist
- Radix, Reon (* 1990), grenadinischer Fußballschiedsrichter

### Radj
- Rađa, Dino (* 1967), kroatischer Basketballspieler
- Radja, Mike (* 1985), US-amerikanischer Eishockeyspieler
- Radjabali-Fardi, Shervin (* 1991), deutscher Fußballspieler
- Radjaipour, Benjamin (* 1990), deutscher Film- und TheaterschauspielerBenjamin Radjaipour (* 1990)

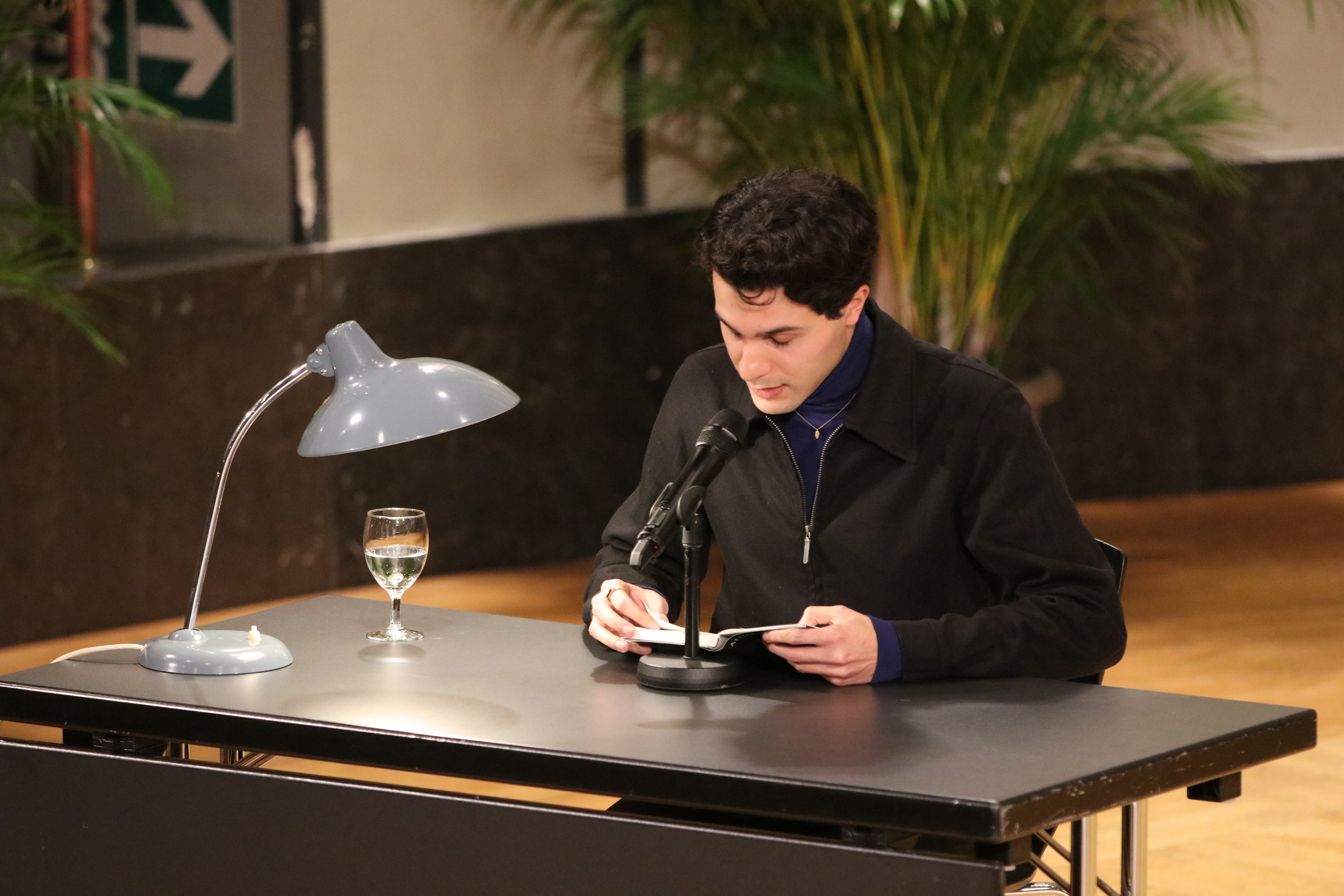
Benjamin Radjaipour (* 1990)

- Radjedef, altägyptischer König der 4. Dynastie
- Rađen, Nikola (* 1985), serbischer Wasserballspieler
- Rađenović, Dejan (* 1975), serbischer Fußballspieler
- Rađenović, Goran (* 1966), montenegrinischer Wasserballspieler
- Rađenović, Zdravko (* 1952), jugoslawischer Handballspieler
- Radji, Nafissath (* 2002), beninische Schwimmerin
- Radji, Parviz Camran (1936–2014), iranischer Diplomat und der letzte Botschafter in London unter Schah Mohammad Reza Pahlavi
- Radjuk-Kutschuk, Olena (* 1999), ukrainische Sprinterin

### Radk
- Radkau, Carl (1855–1934), deutscher Verwaltungsjurist und braunschweigischer Minister der Finanzen
- Radkau, Joachim (* 1943), deutscher HistorikerJoachim Radkau (* 1943)

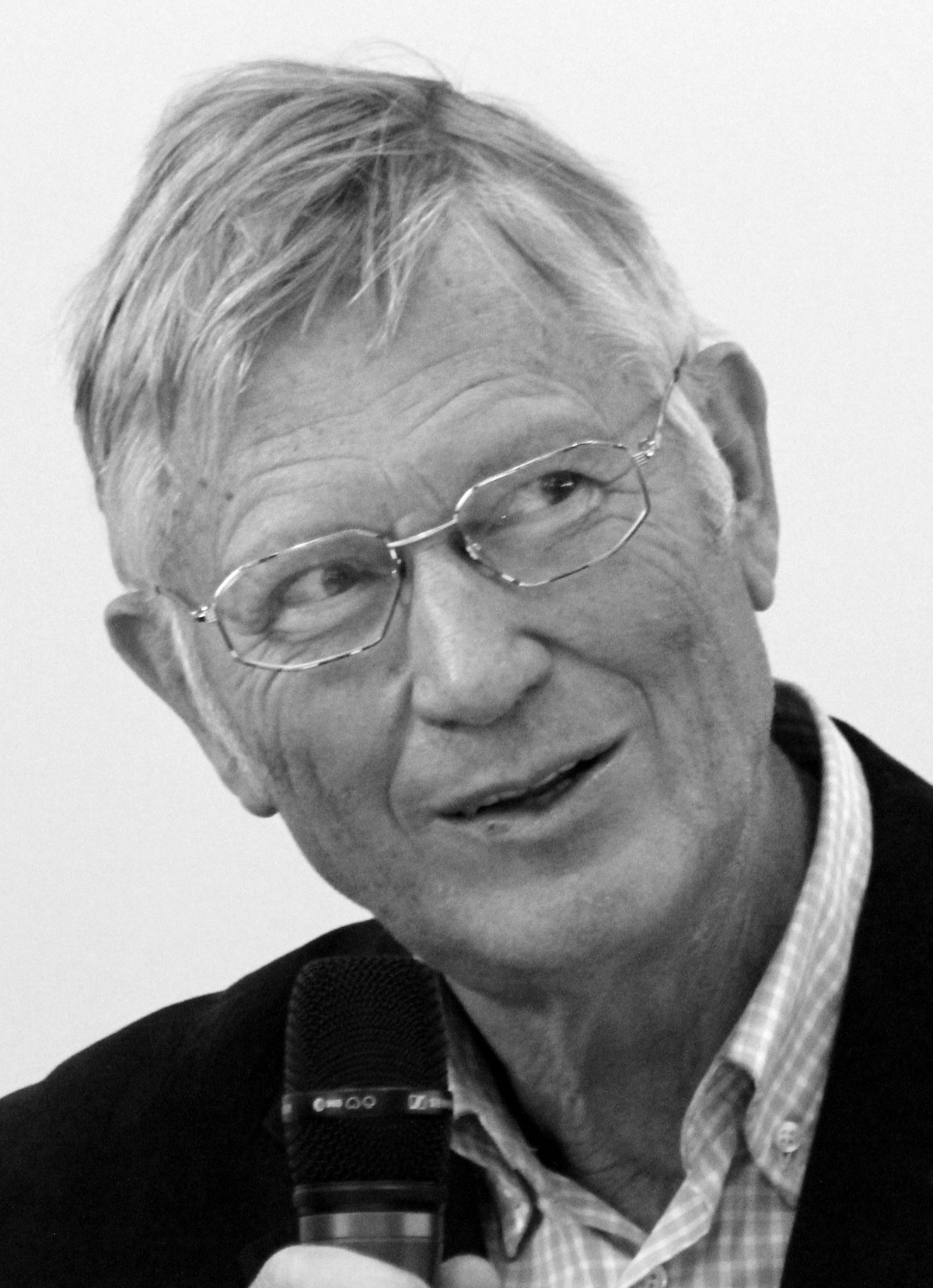
Joachim Radkau (* 1943)

- Radke, Albert (1899–1979), deutscher Geheimdienstmitarbeiter
- Radke, Alfred (1934–2023), deutscher Sportschütze
- Radke, Anton von (1796–1861), sächsischer Generalleutnant
- Radke, Brad (* 1972), US-amerikanischer Baseballspieler
- Radke, Christoph (* 1949), deutscher Künstler
- Radke, Christoph (* 1966), deutscher Handballspieler
- Radke, Detlef (* 1956), deutscher Politiker (CDU), MdL
- Radke, Gerhard (1914–1999), deutscher Klassischer Philologe und Religionswissenschaftler
- Radke, Johannes (1853–1938), deutscher Architekt und Baubeamter
- Radke, Klaus (* 1955), deutscher Rechtswissenschaftler und Publizist
- Radke, Laura (* 1999), deutsche Fußballspielerin
- Radke, Lina (1903–1983), deutsche Leichtathletin
- Radke, Marek (* 1952), polnisch-deutscher Maler
- Radke, Olaf (1922–1972), hessischer Politiker (SPD) und Abgeordneter des Hessischen Landtags
- Radke, Reinhard (* 1948), deutscher Tierfilmer
- Radke, Ronnie (* 1983), US-amerikanischer Rockmusiker und SongwriterRonnie Radke (* 1983)

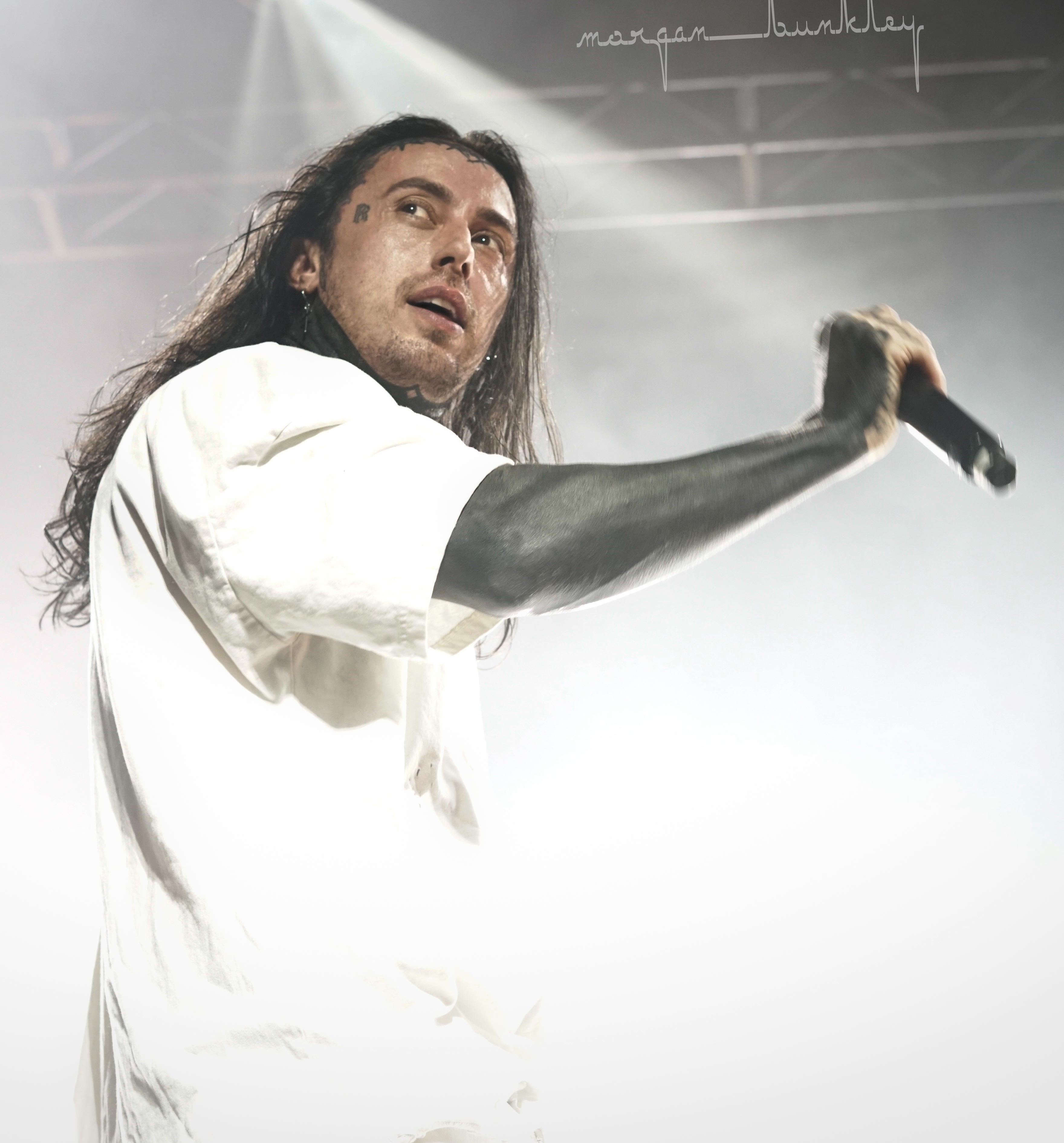
Ronnie Radke (* 1983)

- Radke, Rudolf (1925–2015), deutscher Journalist und Publizist
- Radke, Sebastian (1974–2015), deutscher Hörfunk- und Fernsehmoderator
- Radke, Ulrich (1932–2009), deutscher Theater- und Filmschauspieler
- Radke-Yarrow, Marian (1918–2007), US-amerikanische Psychologin
- Radkewitsch, Jekaterina Alexandrowna (1908–1994), sowjetische bzw. russische Geologin
- Radkewitsch, Swjatlana (* 1979), belarussische Eisschnellläuferin
- Radkiewicz, Stanislaus von, polnisch-preußischer Rittergutsbesitzer und Politiker
- Radkiewicz, Stanisław (1903–1987), polnischer Politiker (PZPR), Minister
- Radkovský, František (* 1939), tschechischer Geistlicher und emeritierter römisch-katholischer Bischof von Pilsen
- Radkowa, Daniela (* 1972), bulgarische Sängerin
- Radkowa, Ludmila (* 1968), bulgarische Sängerin

### Radl
- Radl, Anton (1774–1852), österreichisch-deutscher Maler und Kupferstecher
- Rádl, Emanuel (1873–1942), tschechischer Biologe und Philosoph
- Rádl, Ödön (1856–1916), ungarischer Schriftsteller
- Radl, Walter (1940–2012), deutscher Neutestamentler
- Radlanski, Ralf J. (* 1958), deutscher Anatom, Kieferorthopäde und Hochschullehrer
- Radlauer, Curt (1884–1982), deutscher Journalist und Staatsbeamter
- Radlbeck, Karl (1927–2003), deutscher Architekt und Baubeamter im Dienst der Deutschen Bundesbahn
- Radlbeck-Ossmann, Regina (* 1958), deutsche römisch-katholische Theologin
- Radle, Carl (1942–1980), US-amerikanischer Bassist
- Rädle, Fidel (1935–2021), deutscher mittellateinischer Philologe
- Rädle, Lea (* 1993), deutsche Fußballspielerin
- Radlegger, Wolfgang (* 1947), österreichischer Politiker (SPÖ), Mitglied des Bundesrates
- Rädlein, Franz (1890–1966), deutscher Modelleur und Holzbildhauer
- Rädler, Albert J. (1933–2012), deutscher Steuerberater
- Radler, Aleksander (* 1944), österreichischer, später schwedischer lutherischer Theologe
- Rädler, Antonie (1899–1991), deutsche Mystikerin
- Rädler, Ariane (* 1995), österreichische Skirennläuferin
- Radler, Błażej (* 1982), polnischer Fußballspieler
- Radler, David (* 1944), kanadischer Manager
- Radler, Erich (1942–2004), österreichischer Unternehmer (Besitzer eines Radshops) und Betreiber eines Profiradrennstalls
- Rädler, Joachim (* 1962), deutscher Physiker und Hochschullehrer
- Rädler, Johann (* 1952), österreichischer Politiker (ÖVP), Abgeordneter zum Nationalrat und Bürgermeister
- Rädler, Karl Robert (1881–1940), österreichischer Landschaftsmaler und Aquarellist
- Rädler, Karl-Heinz (1935–2020), deutscher Astrophysiker und Geophysiker
- Radler, Kerstin (* 1961), deutsche Politikerin (Freie Wähler), MdL
- Radler, Max (1904–1971), deutscher Maler und Karikaturist
- Radley, Nate (* 1975), US-amerikanischer Jazzmusiker und Komponist
- Radliff, Bryan P., US-amerikanischer Offizier, Generalmajor der US Air Force
- Rädlinger, Christine (* 1954), deutsche Historikerin und Schriftstellerin
- Rädlinger, Max (* 1993), deutscher Kirchenmusiker, Organist, Stimmbildner und Chorleiter
- Radlkofen, Ludwig († 1361), niederbayerischer Bischof von Chiemsee
- Radlkofer, Jakob (1788–1862), bayerischer Jurist, Stadtrat von München
- Radlkofer, Ludwig (1829–1927), deutscher Botaniker und Hochschulprofessor
- Radlmaier, Julian (* 1984), deutsch-französischer FilmemacherJulian Radlmaier (* 1984)

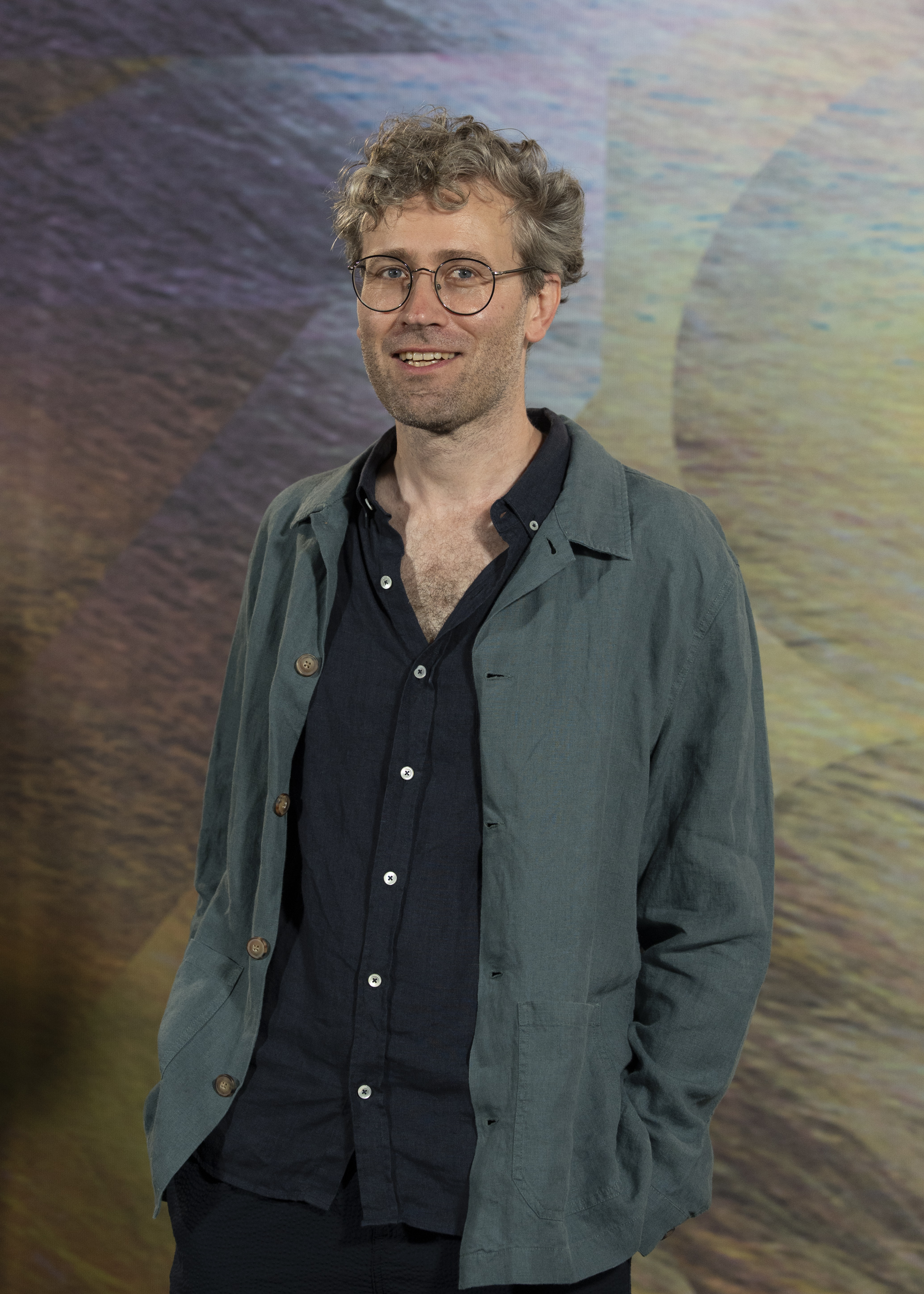
Julian Radlmaier (* 1984)

- Radlmaier, Ludwig von (1887–1943), deutscher Offizier
- Radlmaier, Steffen (* 1954), deutscher Schriftsteller, Musikkritiker und Feuilletonchef
- Radlmair, Leopold (1899–1967), österreichischer Politiker
- Radlmayr, Martin, deutscher Fußballspieler
- Radlmeier, Helmut (* 1966), deutscher Politiker (CSU), MdL
- Radlof, Johann Gottlieb (* 1775), deutscher Sprachforscher
- Radloff, Franz (* 1871), deutscher Erbpächter und Politiker (DNVP)
- Radloff, Heinz (1921–1998), deutscher Politiker (SPD), MdL
- Radloff, Jörn (1971–2010), deutscher Major
- Radloff, Michael (1944–2007), deutscher Maler und Grafiker
- Radloff, Tobias (* 1977), deutscher Phantastik-Autor
- Radloff, Tobias (* 1986), deutscher Radio- und Fernsehmoderator
- Radloff, Wilhelm (1837–1918), russischer Turkologe und Ethnograph deutscher Herkunft
- Rádlová, Ivana (* 1968), tschechoslowakische Skilangläuferin
- Radlow, Sergei (1892–1958), russischer Theaterregisseur
- Radlowa, Anna Dmitrijewna (1891–1949), russische Dichterin und Dramatikerin
- Radlspeck, Thomas (* 1972), deutscher Fußballspieler

### Radm
- Radmacher, Norbert (* 1975), deutscher Jurist, Präsident des Bayerischen Landeskriminalamtes
- Radman, Gordan Grlić (* 1958), kroatischer DiplomatGordan Grlić Radman (* 1958)

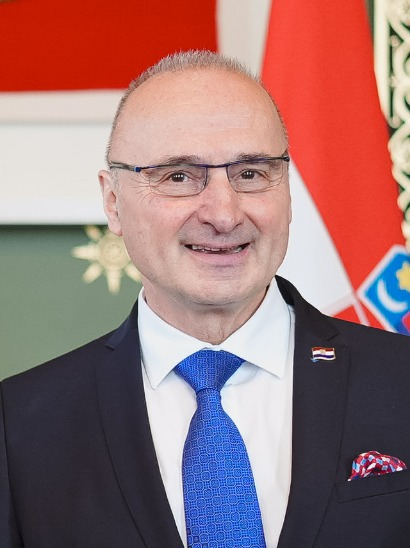
Gordan Grlić Radman (* 1958)

- Radman, Miroslav (* 1944), kroatisch-französischer Molekularbiologe
- Radman, Sara (* 1993), deutsche Rhythmische Sportgymnastin
- Radman, Vanessa (* 1974), kroatische Schauspielerin
- Radmann, Daniel (* 1978), deutscher Hockeyspieler
- Radmann, Fedor (* 1944), deutscher Fußballfunktionär
- Radmann, Holger (* 1969), deutscher Luftwaffenoffizier, Brigadegeneral der Bundeswehr
- Radmanović, Nebojša (* 1949), bosnisch-herzegowinischer Politiker, Mitglied des Staatspräsidiums von Bosnien und Herzegowina
- Radmanović, Vladimir (* 1980), serbischer Basketballspieler
- Radmilovic, Paul (1886–1968), britischer Wasserballspieler und Schwimmer
- Radmilović, Željko (1919–1996), jugoslawischer Bildhauer und Grafiker

### Radn
- Radnai, Miklós (1892–1935), ungarischer Komponist und Opernintendant
- Radnai, Wolfgang (1848–1935), römisch-katholischer Geistlicher
- Radnedge, Keir (* 1948), britischer Sportjournalist
- Radner, Gilda (1946–1989), US-amerikanische Schauspielerin und KomikerinGilda Radner (1946–1989)

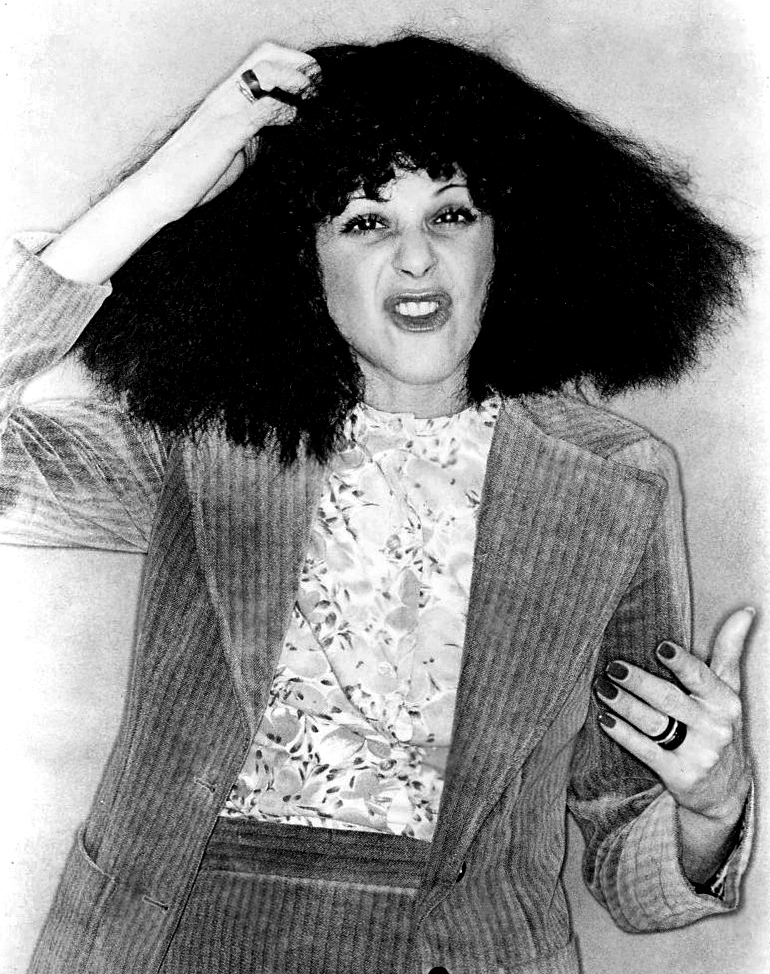
Gilda Radner (1946–1989)

- Radner, Karen (* 1972), österreichische Altorientalistin
- Radner, Maria (1981–2015), deutsche Opernsängerin
- Radner, Roy (1927–2022), US-amerikanischer Wirtschaftswissenschaftler
- Radnitz, Robert B. (1924–2010), US-amerikanischer Filmproduzent
- Radnitzky, August (1810–1897), österreichischer Schriftsteller
- Radnitzky, Carl (1818–1901), österreichischer Stempelschneider und Medailleur
- Radnitzky, Gerard (1921–2006), deutscher Wissenschaftstheoretiker und Hochschullehrer
- Radnitzky-Mandlick, Adele (1864–1932), österreichische Musikerin und Pianistin
- Radnofsky, Kenneth (* 1953), US-amerikanischer klassischer Saxophonist und Musikpädagoge
- Radnor, Josh (* 1974), US-amerikanischer Schauspieler, Filmregisseur und DrehbuchautorJosh Radnor (* 1974)

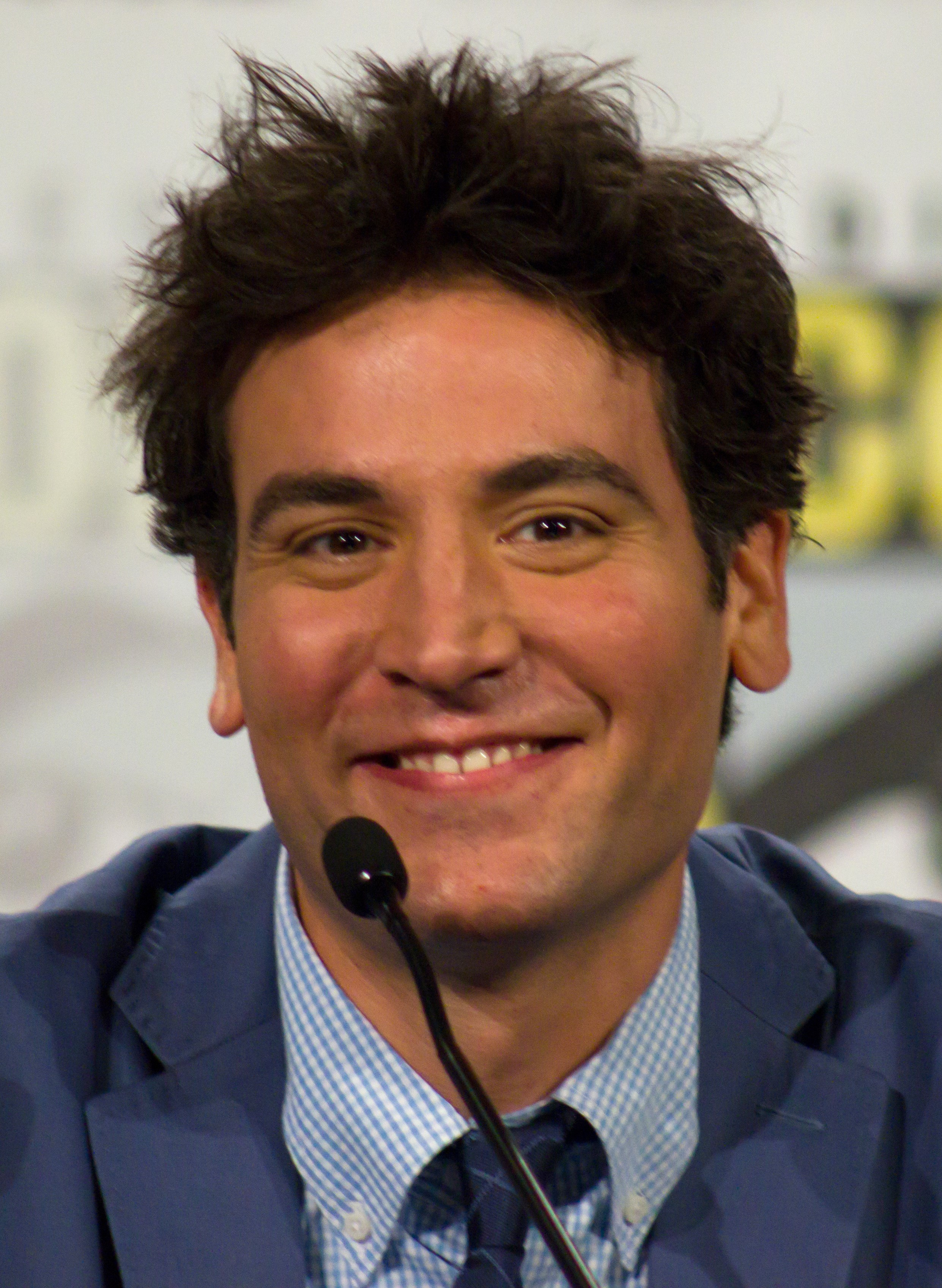
Josh Radnor (* 1974)

- Radnóti, Aladár (1913–1972), ungarischer Provinzialrömischer Archäologe
- Radnóti, Miklós (1909–1944), ungarischer Dichter
- Radnoti-Alföldi, Maria (1926–2022), ungarnstämmige deutsche Provinzialrömische Archäologin und Numismatikerin

### Rado
- Rado, Hausmeier von Austrasien
- Rado, Carmelo (* 1933), italienischer Diskuswerfer
- Radó, Elisabeth (1899–1986), österreichische Opernsängerin und Gesangspädagogin
- Rado, James (1932–2022), US-amerikanischer Schauspieler und Songwriter
- Rado, Lisa (1892–1928), ungarische Theaterschauspielerin und Sängerin
- Rado, Richard (1906–1989), deutscher Mathematiker
- Radó, Sándor (1890–1972), ungarischer Arzt und Psychoanalytiker
- Radó, Sándor (1899–1981), ungarischer Kartograf, Kommunist und Widerstandskämpfer
- Radó, Tibor (1895–1965), ungarisch-amerikanischer Mathematiker
- Rado, Türkan (1915–2007), türkische Rechtswissenschaftlerin
- Rado, Willi (* 1928), deutscher Fußballspieler
- Radó-Jansen, Helene (1901–1958), deutsch-ungarische Journalistin, Übersetzerin und Kommunistin
- Radó-Révész, Erzsébet (1887–1923), ungarische Nervenärztin und Psychoanalytikerin
- Radochla, Birgit (* 1945), deutsche Gerätturnerin
- Radochla, Helmut (1913–1990), deutscher Turner (DDR)
- Radochla, Manfred (1949–2022), deutscher Radsportler
- Radochla, Steffen (* 1978), deutscher Radrennfahrer und Sportlicher Leiter
- Radocsay, László (1878–1968), ungarischer Justizminister und Parlamentarier
- Rădoi, Gheorghe (1926–2001), rumänischer Politiker (PMR/PCR)
- Rădoi, Mirel (* 1981), rumänischer Fußballspieler und -trainer
- Radoinow, Zwjatko (1895–1942), bulgarischer Politiker
- Radoja, Mark (* 1985), kanadischer Pokerspieler
- Radoja, Nemanja (* 1993), serbischer Fußballspieler
- Radojčić, Danica (* 1989), serbische Sängerin
- Radojević, Goran (* 1963), serbischer Fußballspieler und -trainer
- Radojević, Nemanja (* 1992), serbischer Fußballspieler
- Radojewski, Peter (* 1968), deutscher Fußballspieler und -trainer
- Radojičić, Marija (* 1992), serbische Fußballspielerin
- Radojičić, Vuk (* 2001), serbischer Basketballspieler
- Radok, Alfréd (1914–1976), tschechoslowakischer Theater- und Filmregisseur
- Radok, Elias (1840–1910), deutscher Maschinenbauingenieur
- Radok, Rainer (1920–2004), australischer Mathematiker und Ozeanologe
- Radok, Uwe (1916–2009), australischer Meteorologe
- Radoki, Janos (* 1972), ungarischer Fußballspieler und -trainer
- Radolf, Erik (1904–1982), deutscher Schauspieler
- Radolin, Hugo von (1841–1917), deutscher Fideikommissherr, Diplomat und hochrangiger Hofbeamter
- Radolský, Dušan (* 1950), slowakischer Fußballspieler und -trainer
- Radolt von Verona, Bischof von Verona und Heiliger der katholischen Kirche
- Radolt, Wenzel Ludwig von (1667–1716), österreichischer Adeliger, Komponist und Lautenist
- Radom, Leo (* 1944), australischer Chemiker
- Radom, Paul (* 2002), deutscher Schauspieler
- Radomicki, Franz (1912–1981), deutscher Politiker (SPD), MdL
- Radomiński, Jan (1687–1756), polnischer Jesuit am Versailler Hof
- Radomir (* 1951), jugoslawisch-deutscher Künstler
- Radomirović, Adam (* 1986), deutsch-serbischer Basketballspieler und -trainer
- Radomski, Andrzej (* 1961), polnischer Ringer
- Radomski, Aram (* 1963), deutscher Fotograf und Designer
- Radomski, Arkadiusz (* 1977), polnischer Fußballspieler
- Radomski, Kerstin (* 1974), deutsche Politikerin (CDU)Kerstin Radomski (* 1974)

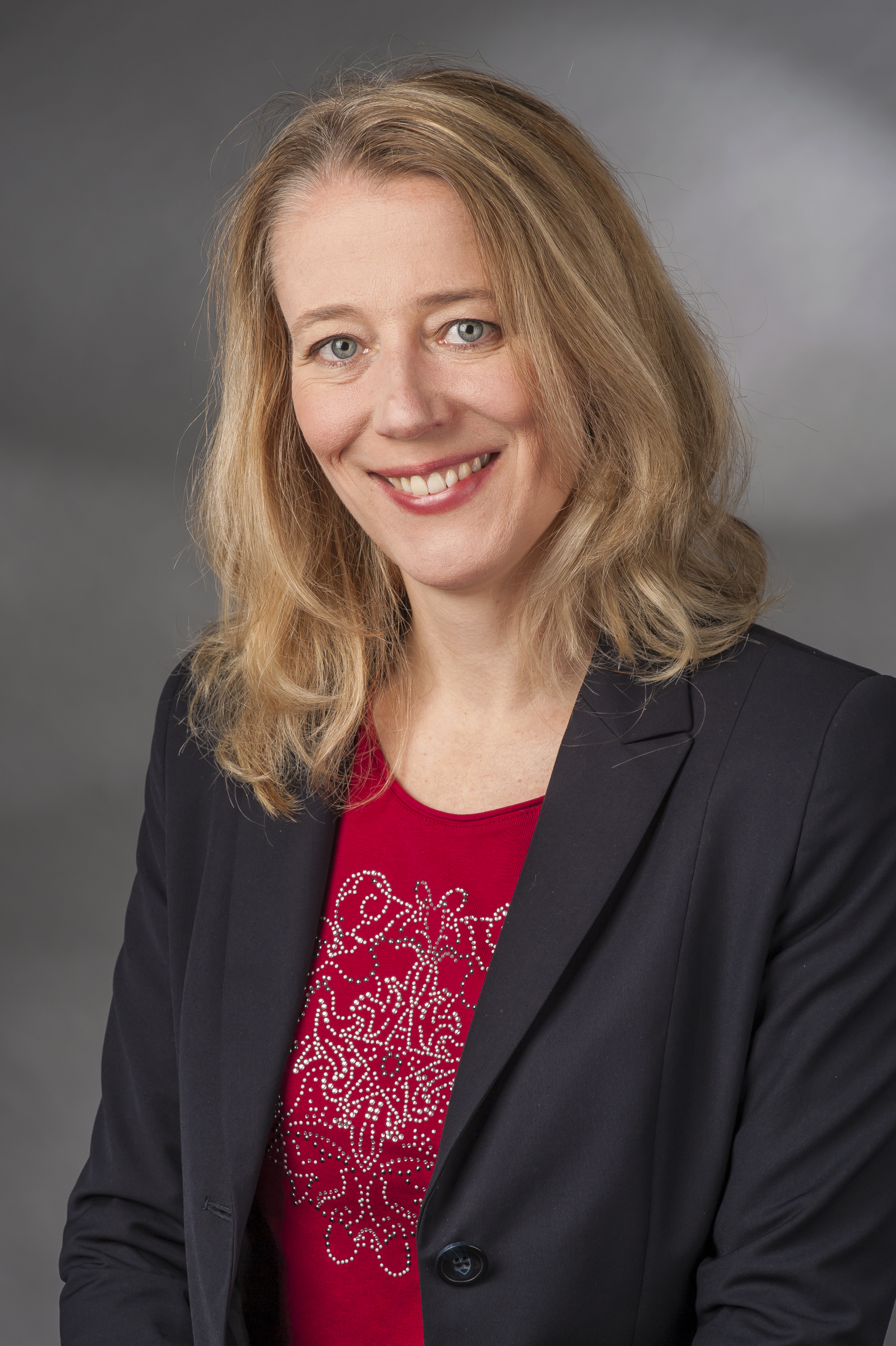
Kerstin Radomski (* 1974)

- Radomski, Mikołaj, polnischer Komponist
- Radomski, Paul Otto (1902–1945), deutscher Nationalsozialist, SS-Sturmbannführer und Lagerkommandant mehrerer Konzentrationslager
- Radomski, Sarina (* 1987), deutsche Schauspielerin
- Radon, Jenik (* 1946), US-amerikanischer Jurist und Hochschullehrer
- Radon, Johann (1887–1956), österreichischer Mathematiker
- Radončić, Damir (* 1971), jugoslawisch-deutscher Handballspieler
- Radončić, Dino (* 1999), montenegrinischer Basketballspieler
- Radončić, Fahrudin (* 1957), bosnischer Medienunternehmer und Politiker
- Radonić, Ljiljana (* 1981), kroatische Politikwissenschaftlerin
- Radonić, Lovro (1928–1990), jugoslawischer Wasserballspieler
- Radonjak, Juri Michailowitsch (1935–2013), sowjetischer Boxer
- Radonjić, Dejan (* 1970), montenegrinischer Basketballtrainer und -spieler
- Radonjic, Dejan (* 2005), österreichischer Fußballspieler
- Radonjić, Nemanja (* 1996), serbischer Fußballspieler
- Radonjić, Srđan (* 1981), montenegrinischer Fußballspieler
- Radonvilliers, Claude-François Lizarde de (1710–1789), französischer Jesuit, Erzieher, Grammatiker und Mitglied der Académie française
- Rados, Antonia (* 1953), österreichische FernsehjournalistinAntonia Rados (* 1953)

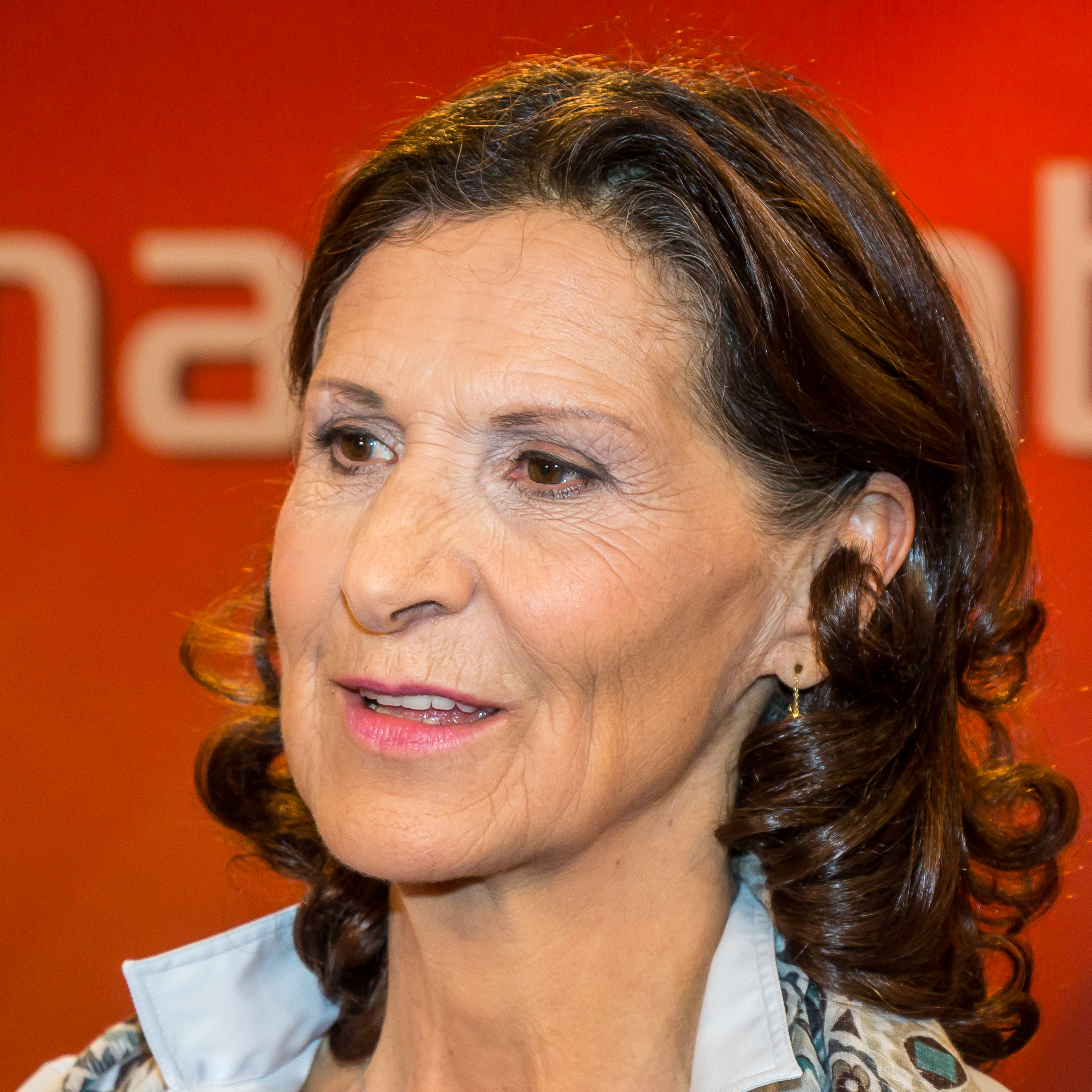
Antonia Rados (* 1953)

- Radoš, Bože (* 1964), kroatischer Geistlicher, römisch-katholischer Bischof von Varaždin
- Rados, Ferenc (1934–2025), ungarischer Pianist und Hochschullehrer
- Rados, Gustav (1862–1942), ungarischer Mathematiker
- Radoš, Jozo (* 1956), kroatischer Politiker (Hrvatska narodna stranka – Liberalni demokrati), MdEP
- Rados, Jozo (* 1993), österreichischer Basketballspieler
- Rados, Luigi (1773–1840), italienischer Kupferstecher und Maler
- Radoš, Mislav (* 1988), kroatischer Fußballspieler
- Radosavljević, Aleksandar (* 1979), slowenischer Fußballspieler
- Radosavljević, Artemije (1935–2020), serbischer Geistlicher, Bischof der serbisch-orthodoxen Eparchie Raszien-Prizre
- Radosavljević, Bogdan (* 1993), deutscher BasketballspielerBogdan Radosavljević (* 1993)

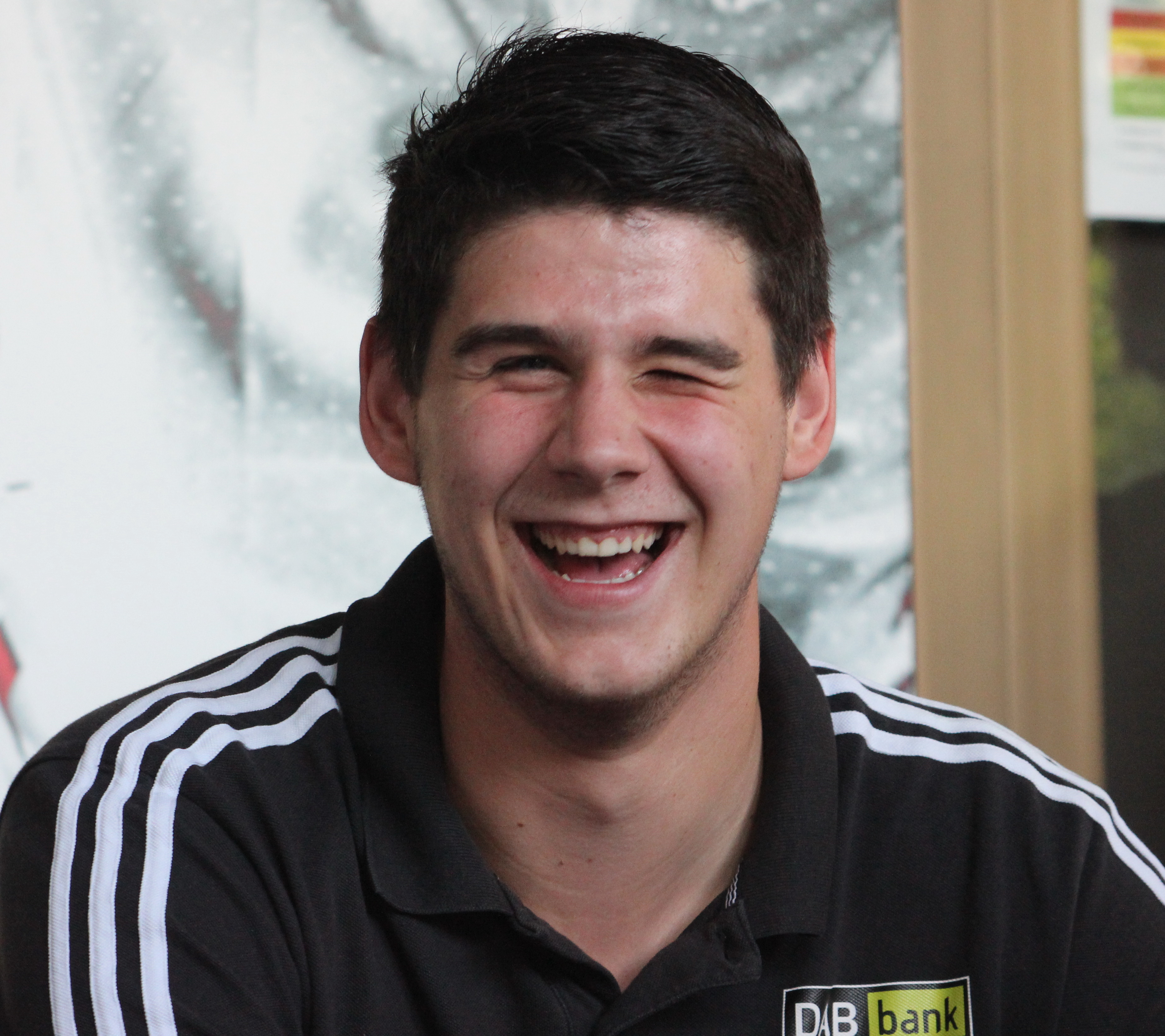
Bogdan Radosavljević (* 1993)

- Radosavljević, Jana (* 1996), neuseeländische Fußballspielerin
- Radosavljević, Marija (* 1927), jugoslawische Kugelstoßerin und Speerwerferin
- Radosavljević, Predrag (* 1963), US-amerikanischer Fußballspieler und -trainer
- Radosavljević, Sanja (* 1994), serbische Handballspielerin
- Radošević, Dako (1934–2021), jugoslawischer Diskuswerfer
- Radošević, Josip (* 1994), kroatischer Fußballspieler
- Radošević, Leon (* 1990), deutsch-kroatischer Basketballspieler
- Radoslav, slawischer Fürst in Dalmatien
- Radoslav, serbischer Fürst
- Radoslaw, bulgarischer Boljar und Bruder des Zaren Smilez
- Radoslawow, Wassil (1854–1929), bulgarischer Politiker und Ministerpräsident
- Radoslawow, Zwetan (1863–1931), bulgarischer Komponist
- Radosová, Nikola (* 1992), slowakische Volleyballspielerin
- Radost († 1142), römisch-katholischer Bischof von Krakau
- Radostits, Simon (* 2002), österreichischer Fußballspieler
- Radosz, Robert (* 1975), polnischer Radrennfahrer
- Radotić, Bruno (* 1983), kroatischer Straßenradrennfahrer
- Radotić, Mia (* 1984), kroatische Radrennfahrerin
- Radoux, Jean-Théodore (1835–1911), belgischer Komponist und Dirigent
- Radoux-Rogier, Charles (1877–1952), belgischer Komponist
- Radová, Lucie (1931–2016), tschechoslowakisch-schweizerische Kunstmalerin, Buchillustratorin, Organistin und Restauratorin
- Radovan, kroatischer Prinz aus der Trpimirović-Dynastie
- Radovan, Andreas, österreichischer Gitarrist, Sänger und Komponist
- Radovan, Christian (* 1962), österreichischer Jazzmusiker (Posaune, Komposition)
- Radovan, Denis (* 1992), deutscher Boxer im MittelgewichtDenis Radovan (* 1992)

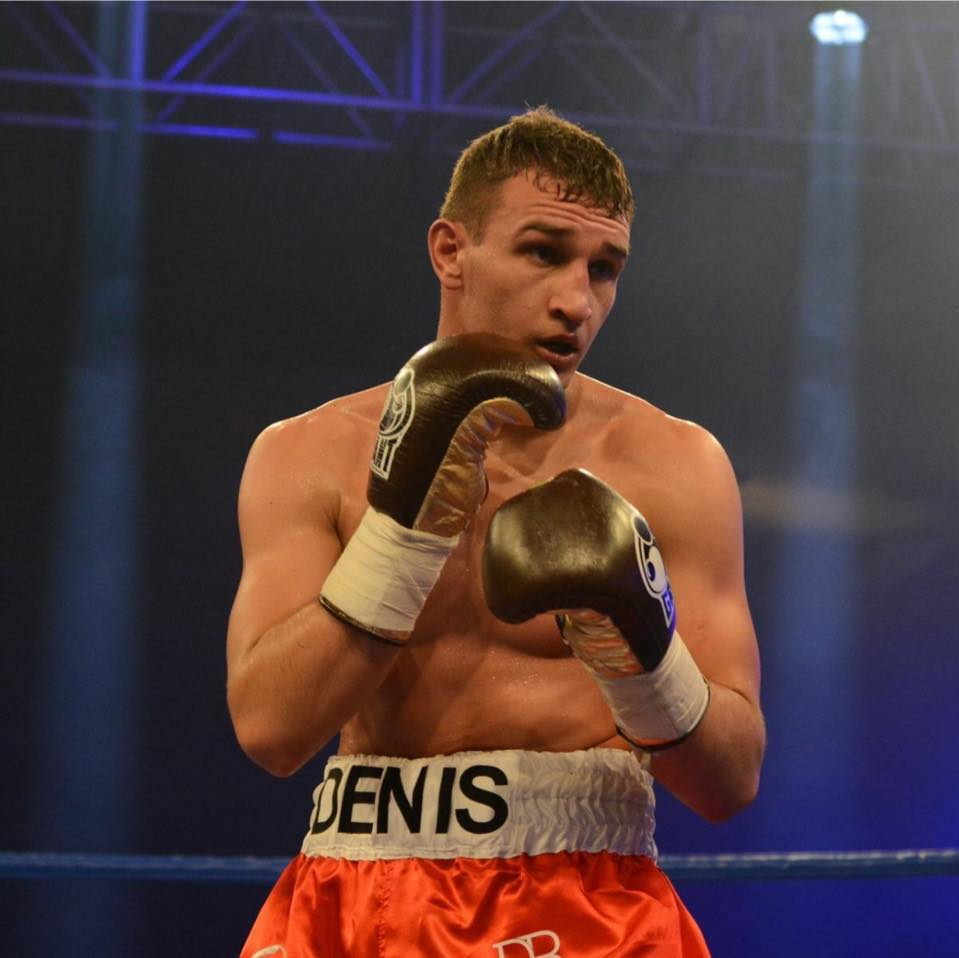
Denis Radovan (* 1992)

- Radovanović, Ivan (* 1988), serbischer Fußballspieler
- Radovanović, Mihailo (* 1992), serbischer Handballspieler
- Radovanović, Milovan (1931–2009), serbischer Geograph und Hochschullehrer
- Radovanovic, Nina (* 2003), französische Tennisspielerin
- Radovanović, Ratko (* 1956), jugoslawischer Basketballspieler
- Radovanović, Vanja (* 1982), montenegrinischer Sänger
- Radovanović, Vinko (1957–2021), bosnisch-serbischer Politiker und Diplomat
- Radović, Amfilohije (1938–2020), serbischer Geistlicher, Metropolit von Montenegro und dem Küstenland, Zetsko-Brdo und Skenderija, Exarch von Peć
- Radović, Ana (* 1986), montenegrinische Handballspielerin
- Radović, Danilo (* 2000), serbischer Handballspieler
- Radović, Dušan (1922–1984), serbischer Schriftsteller
- Radović, Miroslav (* 1984), serbischer Fußballspieler
- Radović, Radovan (1936–2022), jugoslawischer Basketballspieler
- Radovic, Zeljko (* 1974), österreichischer Fußballtrainer und Fußballspieler
- Radović, Zoran (* 1961), serbischer Basketballspieler
- Radovici, Corvin (1931–2017), rumänischer Schachspieler
- Radovniković, Ivo (1918–1977), jugoslawischer Fußballspieler und -trainer
- Radovski, Nenad (* 1971), serbischer Basketballspieler
- Radow, Birgit (* 1955), deutsche Managerin und Funktionärin
- Radow, Georg (1635–1699), deutscher Rechtswissenschaftler und Syndicus der Hansestadt Lübeck
- Radow, Richard (1865–1920), deutscher Sänger (Bass-Bariton)
- Radow, Roy, Vorsitzender der North American Man/Boy Love Association
- Radowitz, Clemens von (1832–1890), preußischer Generalleutnant
- Radowitz, Ernst von (1869–1944), deutscher Offizier sowie SS-Führer
- Radowitz, Gisela von (* 1941), deutsche Autorin
- Radowitz, Joseph Maria von (1839–1912), deutscher Diplomat und Politiker
- Radowitz, Joseph Maria von (1899–1956), deutscher Offizier, Generalleutnant im Zweiten Weltkrieg und zuletzt Generalmajor der Bundeswehr
- Radowitz, Joseph von (1797–1853), preußischer Generalleutnant, Diplomat und PolitikerJoseph von Radowitz (1797–1853)

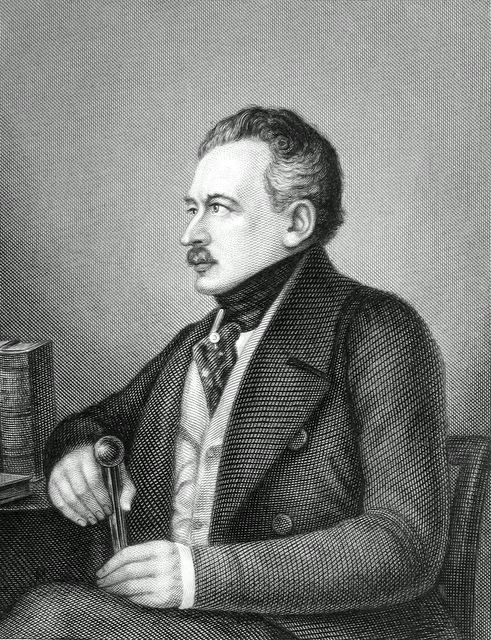
Joseph von Radowitz (1797–1853)

- Radowitz, Otto von (1880–1941), deutscher Diplomat
- Radowitz, Wilhelm von (1875–1939), deutscher Diplomat und 1917/18 Leiter der Reichskanzlei
- Radowitzky, Simón (1891–1956), ukrainischer Anarchist
- Radowizkaja, Nadeschda Wladimirowna (* 1977), russische Freestyle-Skierin
- Radowski, Günter, deutscher Boxer
- Radoy, Eva Maria (* 1953), deutsche Schauspielerin
- Radoy, Ulrich (* 1952), deutscher Schauspieler und Regisseur

### Radr
- Radrigán, María Iris (* 1944), chilenische Pianistin und Musikpädagogin
- Radrizzani, Agustín Roberto (1944–2020), argentinischer Ordensgeistlicher und römisch-katholischer Erzbischof von Mercedes-Luján

### Rads
- Radsch, Reinhard (* 1955), deutscher Fußballspieler
- Radschab, Muhammad az-Zaruq (* 1940), libyscher Politiker, Staatspräsident (1981–1984), Premierminister von Libyen (1984–1986)
- Radschai, Mohammad Ali (1933–1981), iranischer Politiker
- Radscheit, Erich (1911–2008), deutscher Maler und Grafiker
- Radschha, Daud (1947–2012), syrischer Politiker
- Radschinsky, Karl-Heinz (* 1953), deutscher Gewichtheber
- Radschub, Nayif ar- (* 1958), palästinensischer Politiker (Hamas)
- Radschunat, Frank (1958–2011), deutscher Politiker (PDS), MdL
- Radschuweit, Jürgen (* 1967), deutscher Fußballspieler
- Radsewski, Gennadi Antonowitsch (* 1949), russischer Admiral
- Radsi, Samira (* 1968), deutsche Filmregisseurin
- Radsijewski, Alexei Iwanowitsch (1911–1979), sowjetischer Armeegeneral
- Radsinski, Aljaksandr (* 1978), belarussischer Eishockeyspieler
- Radsinski, Edward Stanislawowitsch (* 1936), russischer Historiker, Autor und Schauspieler
- Radsiwonau, Uladsislau (* 1997), belarussischer Billardspieler
- Radsiwonau, Wital (* 1983), belarussischer Fußballspieler
- Radskou, Arzjom (* 1985), belarussischer Fußballspieler
- Radspieler, Charlotte (1910–1967), deutsche Schauspielerin und Synchronsprecherin
- Radspieler, Joseph (1819–1904), Vergolder, Raumausstatter, Hoflieferant der bayerischen Könige, Kommunalpolitiker in München
- Radspieler, Werner (1938–2018), deutscher Weihbischof
- Rådström, Hans (1919–1970), schwedischer Mathematiker
- Rådström, Karin (* 1979), schwedische Ingenieurin und VorstandsvorsitzendeKarin Rådström (* 1979)

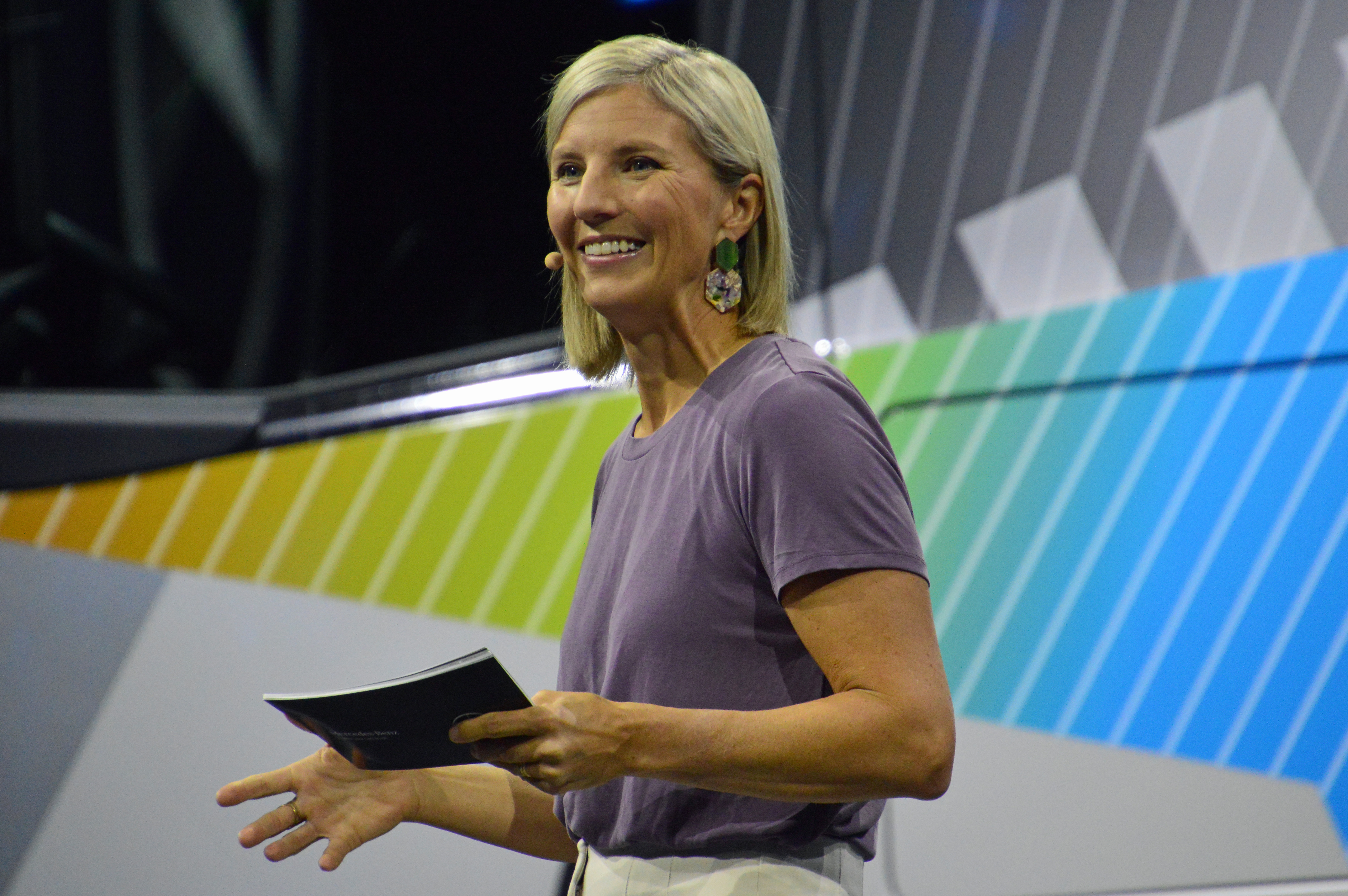
Karin Rådström (* 1979)

- Rådström, Niklas (* 1953), schwedischer Schriftsteller und Drehbuchautor
- Radsymowska, Walentyna (1886–1953), ukrainische Biochemikerin und Physiologin
- Radszat, Dirk (* 1971), deutscher Judoka
- Radszuhn, Peter (1954–2014), deutscher Musiker und Musik-Journalist
- Radszun, Alexander (* 1952), deutscher Schauspieler
- Radszuweit, Friedrich (1876–1932), deutscher Verleger, Autor und Unternehmer

### Radt
- Radt, Kerstin (* 1979), deutsche Schauspielerin
- Radt, Stefan (1927–2017), niederländischer Klassischer Philologe deutscher Herkunft
- Radt, Wolfgang (* 1940), deutscher Klassischer Archäologe
- Radtke Buchfelner, Kerstin (* 1965), deutsche Jazz- und Popsängerin
- Radtke, Adriane (* 1983), deutsche Fußballspielerin
- Radtke, Andreas (* 1968), deutscher Filmeditor
- Radtke, Bernd (* 1944), deutscher Orientalist und Islamwissenschaftler
- Radtke, Bernd (* 1960), deutscher Fotograf
- Radtke, Bernhard (* 1949), deutscher Gewichtheber
- Radtke, Christian (1950–2018), deutscher Fußballspieler
- Radtke, Dan (* 1963), deutscher Radrennfahrer
- Radtke, Dennis (* 1979), deutscher Politiker (CDU), MdEPDennis Radtke (* 1979)

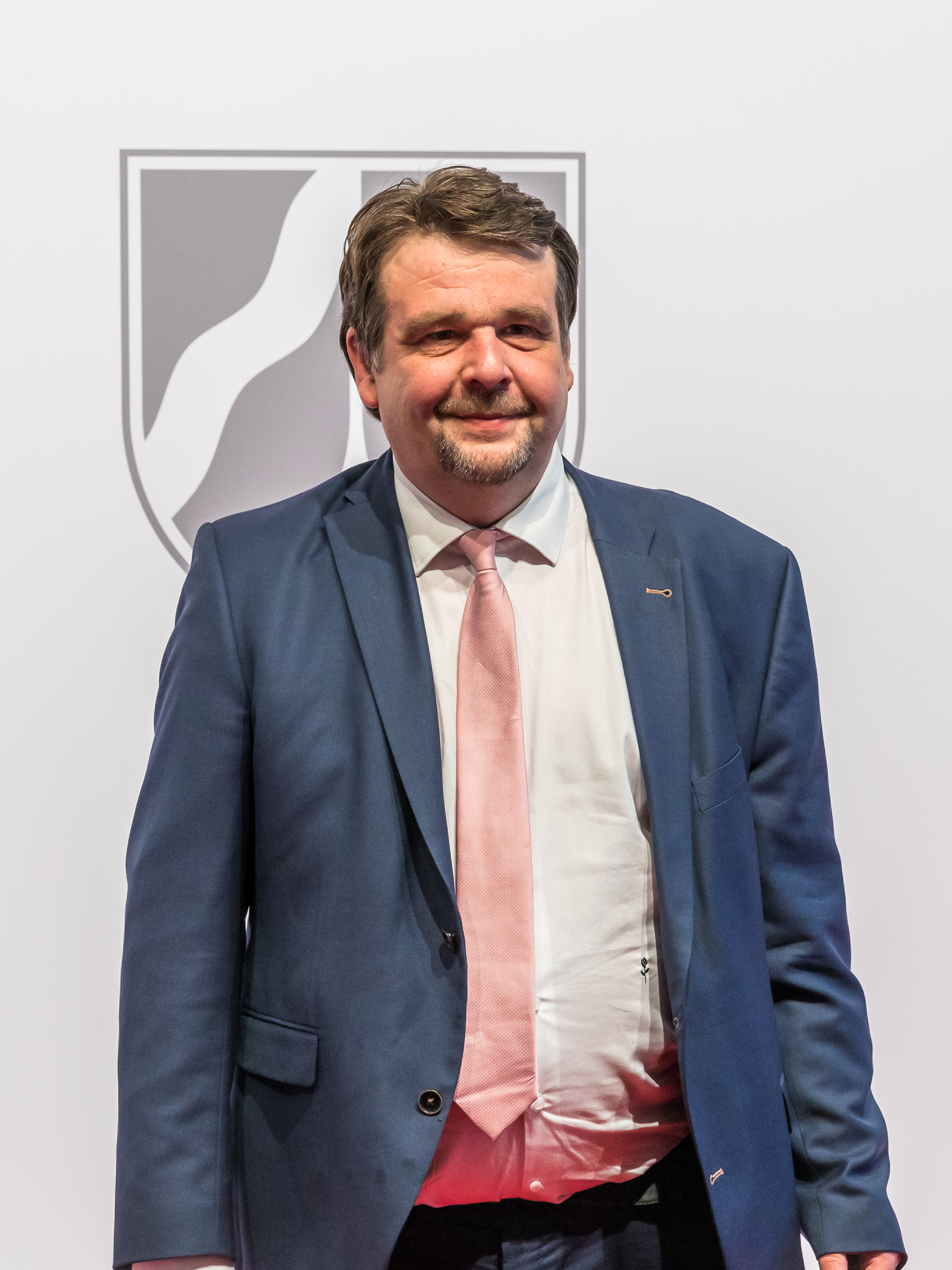
Dennis Radtke (* 1979)

- Radtke, Dinah (* 1947), deutsche Übersetzerin
- Radtke, Erika (* 1937), deutsche Fernsehmoderatorin und Ansagerin im DDR-Fernsehen
- Radtke, Frank-Olaf (* 1945), deutscher Erziehungswissenschaftler
- Radtke, Georg (1922–1995), deutscher Landwirt, Feldornithologe und Autor
- Radtke, Günter (1920–2018), deutscher Pressezeichner, Illustrator, Maler und Mitbegründer des Stern
- Radtke, Günter (* 1925), deutscher Schriftsteller
- Radtke, Günter (1927–1987), deutscher Polizist und Schriftsteller
- Radtke, Helga (* 1962), deutsche Weit- und Dreispringerin
- Radtke, Henning (* 1962), deutscher Rechtswissenschaftler und Hochschullehrer, Richter des Bundesverfassungsgerichts
- Radtke, Herdin (* 1943), deutscher Maler, Malpädagoge und Sänger
- Radtke, Hermann (1875–1969), deutscher Politiker (SPD)
- Radtke, Horst (1941–2017), deutscher Sozialarbeiter und Politiker (SPD), MdL
- Radtke, Kathleen (* 1985), deutsche Fußballspielerin
- Radtke, Leo (1897–1969), deutscher Gewerkschaftsfunktionär, Widerstandskämpfer, Funktionär von Verfolgtenverbänden und Beamter
- Radtke, Lutz (* 1962), deutscher Fußballspieler
- Radtke, Michael (* 1946), deutscher Journalist, Schriftsteller und Drehbuchautor
- Radtke, Oskar (* 1908), deutscher SS-Führer im Reichssicherheitshauptamt
- Radtke, Peter (1943–2020), deutscher Autor und SchauspielerPeter Radtke (1943–2020)

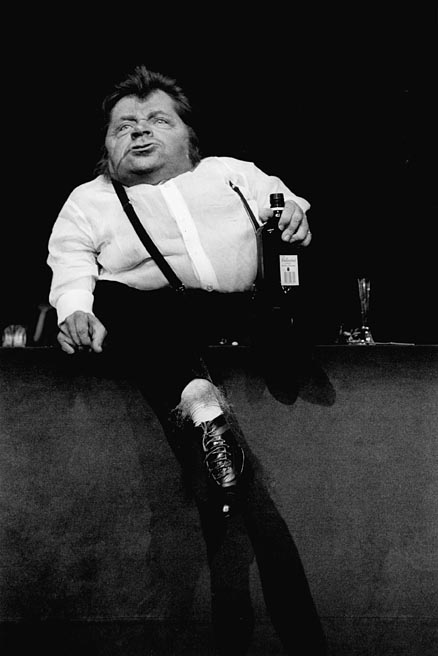
Peter Radtke (1943–2020)

- Radtke, Sebastian (* 1983), deutscher Fußballspieler
- Radtke, Sina (* 1994), deutsche Schauspielerin
- Radtke, Theda (* 1982), deutsche Psychologin
- Radtke, Ulrich (* 1955), deutscher Geograph und Universitätsrektor
- Radtke, Valerie (1913–1999), deutsche Schriftstellerin
- Radtke, Wolfgang (* 1942), deutscher Historiker
- Radtschenko, Dmitri Leonidowitsch (* 1970), russischer Fußballspieler
- Radtschenko, Ljudmyla (* 1932), sowjetisch-ukrainische Weitspringerin
- Radtschenko, Oleksandr (1976–2023), ukrainischer Fußballspieler
- Radtschenko, Stepan Iwanowitsch (1869–1911), russischer Sozialdemokrat und Revolutionär
- Radtschenko, Wolodymyr (1948–2023), ukrainischer Nachrichtendienstler und Politiker

### Radu
- Radu cel Frumos († 1475), Fürst der WalacheiRadu cel Frumos († 1475)

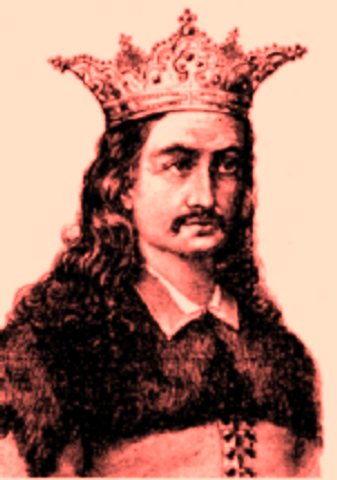
Radu cel Frumos († 1475)

- Radu Negru (* 1269), Woiwode und Herrscher der Walachei
- Radu von Rumänien (* 1960), rumänischer Schauspieler, Ehemann von Margareta von Rumänien, Oberhaupt der Rumänischen Königsfamilie, Anwärter auf den ehemaligen rumänischen Thron
- Radu, Constantin (* 1926), rumänischer Politiker (PCR)
- Radu, Demetriu (1861–1920), rumänischer Geistlicher und Bischof von Großwardein, Bischof von Lugoj
- Radu, Elena (* 1975), rumänische Kanutin
- Radu, Eugen (* 1978), rumänischer Rennrodler
- Radu, Gelu (* 1957), rumänischer Gewichtheber
- Radu, Ion (1934–1995), rumänischer Politiker (PCR) und Gewerkschaftsfunktionär
- Radu, Ionuț (* 1997), rumänischer Fußballtorhüter
- Radu, Maria (* 1959), rumänische Langstreckenläuferin
- Radu, Marin (* 1956), rumänischer Fußballspieler
- Radu, Oana (* 1993), rumänische Sängerin
- Radu, Paul (* 1975), rumänischer Investigativjournalist
- Radu, Sergiu (* 1977), rumänischer Fußballspieler
- Radu, Ștefan (* 1986), rumänischer Fußballspieler
- Radu, Vasile Gh. (1903–1982), rumänischer Zoologe
- Raduald († 647), Herzog von Benevent
- Răducan, Andreea (* 1983), rumänische Kunstturnerin
- Răducan, Narcis (* 1974), rumänischer Fußballspieler
- Răducanu, Claudiu (* 1976), rumänischer Fußballspieler
- Răducanu, Dumitru (* 1967), rumänischer Ruderer
- Raducanu, Emma (* 2002), britische TennisspielerinEmma Raducanu (* 2002)

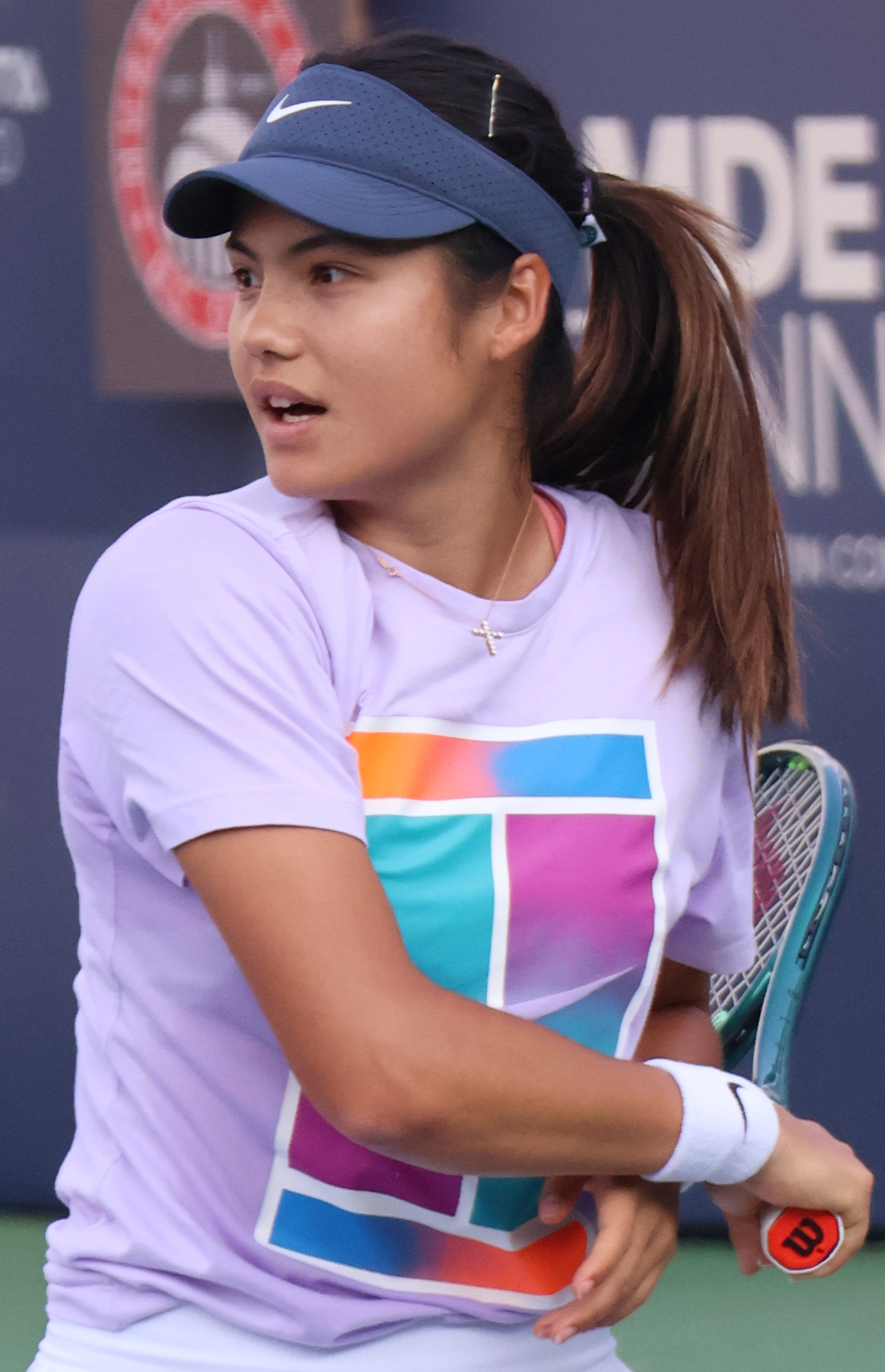
Emma Raducanu (* 2002)

- Răducanu, Johnny (1931–2011), rumänischer Jazzmusiker
- Răducanu, Marcel (* 1954), rumänischer Fußballspieler
- Răducanu, Maria (* 1967), rumänische Jazzsängerin
- Răducanu, Mihai († 2010), rumänischer Fußballspieler
- Răducanu, Necula (* 1946), rumänischer Fußballspieler
- Răducioiu, Florin (* 1970), rumänischer Fußballspieler
- Răduică, Grigore (1926–2002), rumänischer Politiker (PCR) und Generalleutnant
- Radujew, Salman (1967–2002), tschetschenischer Rebellenführer
- Radukanowa, Kristen (* 2000), bulgarische Leichtathletin
- Radukanowa, Madlen (* 2000), bulgarische Rhythmische Sportgymnastin
- Radula, Hans Rolf (1921–1988), deutscher Schauspieler und Hörspielsprecher
- Rădulescu, Alex (* 1974), deutscher Tennisspieler und -trainer
- Rădulescu, Dem (1931–2000), rumänischer Schauspieler
- Rădulescu, Gheorghe (1914–1991), rumänischer Politiker (PCR)
- Rădulescu, Gheorghe (* 1937), rumänischer Radrennfahrer
- Rădulescu, Horațiu (1942–2008), französischer Komponist
- Rădulescu, Ilie (1925–2002), rumänischer Politiker (PCR)
- Radulescu, Michael (1943–2023), deutsch-österreichischer Komponist und Organist
- Rădulescu, Mihaela (* 1969), rumänische Fernsehmoderatorin, TV-Produzentin, Unternehmerin, Autorin und Aktivistin
- Rădulescu, Petre (1915–1980), rumänischer Fußballspieler
- Rădulescu-Motru, Constantin (1868–1957), rumänischer Philosoph, Psychologe, Soziologe, Dramatiker, Autor und Politiker sowie Präsident der Rumänischen Akademie
- Răduleț, Remus (1904–1984), rumänischer Elektroingenieur
- Rădulețu, Sebastian (* 1975), rumänischer Jurist
- Radulf, Herzog von Thüringen
- Radulf der Zisterzienser, französischer Zisterziensermönch
- Radulf von Bourges († 866), Erzbischof von Bourges, Heiliger
- Radulf von Caen, Kleriker und Chronist
- Radulf von Mérencourt († 1225), Bischof von Sidon, Kanzler von Jerusalem, Patriarch von Jerusalem
- Radulfus Ardens, scholastischer Theologe
- Radulfus de Diceto, Archidiakon, Geschichtsschreiber
- Radulfus Niger, englischer Theologe und Jurist
- Raduljica, Miroslav (* 1988), serbischer Basketballspieler
- Radulović, Andrija (* 1970), montenegrinischer Schriftsteller, Dichter, Essayist, Übersetzer und Kritiker
- Radulović, Andrija (* 2002), montenegrinischer Fußballspieler
- Radulović, Bojan (* 1999), serbischer Fußballspieler
- Radulović, Luka (* 1990), österreichischer Fußballspieler
- Radulović, Marko (1866–1932), montenegrinischer Politiker
- Radulovic, Marko (* 1980), deutscher Basketballspieler
- Radulović, Nemanja (* 1985), serbischer GeigerNemanja Radulović (* 1985)

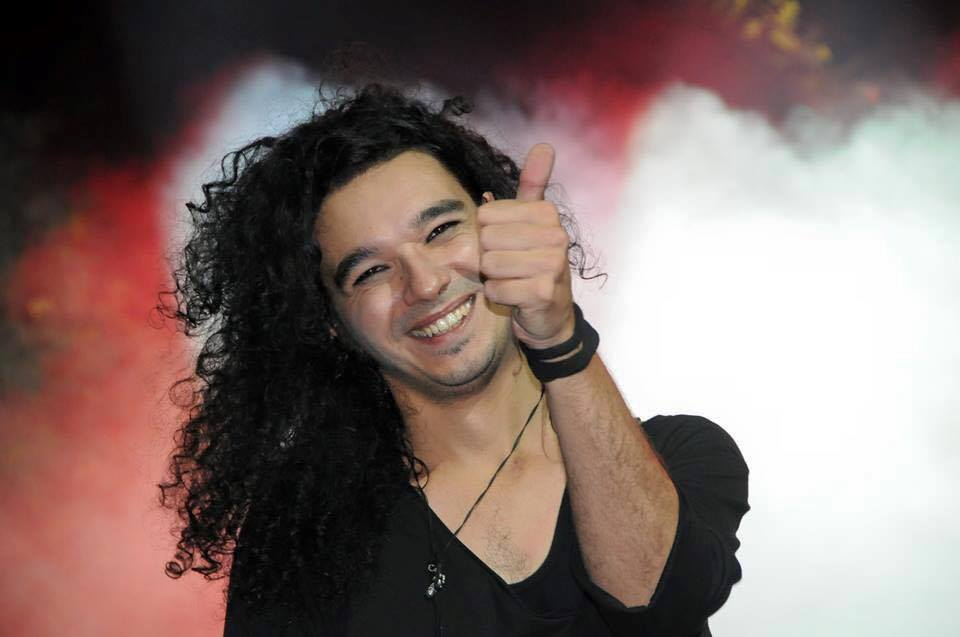
Nemanja Radulović (* 1985)

- Radulovic, Stefan (* 2002), österreichischer Fußballspieler
- Radulovic, Veronika (* 1954), deutsche Künstlerin
- Radulovics, Bojana (* 1973), ungarische Handballspielerin
- Radulow, Alexander Walerjewitsch (* 1986), russischer Eishockeyspieler
- Radulow, Igor Walerjewitsch (* 1982), russischer Eishockeyspieler
- Radulow, Iwan (* 1939), bulgarischer Schachgroßmeister
- Radulph von Coggeshall, englischer Chronist
- Radulski, Julian (1972–2013), bulgarischer Schachgroßmeister
- Ráduly, Éva (* 1940), ungarische Badmintonspielerin
- Ráduly-Zörgő, Éva (* 1954), rumänische Speerwerferin
- Radunović, Tatomir (* 1940), jugoslawischer Torwart
- Raduns, Nate (* 1984), US-amerikanischer Eishockeyspieler
- Radunske, Brock (* 1983), südkoreanischer Eishockeyspieler
- Radunski, Alexander Iwanowitsch (1912–1982), sowjetischer Balletttänzer und -meister
- Radunski, Konrad (1907–1985), deutscher SS-Führer und -Funktionär
- Radunski, Peter (* 1939), deutscher Politiker (CDU), Senator von Berlin, MdA, Politikberater
- Radunski, Walter (* 1924), deutscher Fußballspieler
- Radunz, Dillon (* 1998), US-amerikanischer American-Football-Spieler
- Radunz, Iris (1969–2022), deutsche Schauspielerin
- Radünzel, Janet (* 1973), deutsche Ruderin
- Radusch, Günther (1912–1988), deutscher Offizier, zuletzt Oberst der Bundeswehr
- Radusch, Hilde (1903–1994), deutsche Widerstandskämpferin und Frauenrechtlerin
- Radušytė, Eglė (* 1974), litauische Juristin
- Răduț, Mihai (* 1990), rumänischer Fußballspieler
- Răduță, Lucian (* 1988), rumänischer Fußballspieler
- Răduță, Titel (* 1967), rumänischer Handballspieler und Handballtrainer
- Radutiu, Valentin (* 1986), deutscher Cellist
- Radutu, Maria (* 1984), österreichisch-rumänische Pianistin
- Radůza (* 1973), tschechische Sängerin und Akkordeonistin

### Radv
- Radvan, Heike (* 1974), deutsche Erziehungswissenschaftlerin und Hochschullehrerin
- Radvanovsky, Sondra (* 1969), US-amerikanische Opernsängerin (Sopran)
- Radvány, Ödön (1888–1959), ungarischer Ringer
- Radványi, Géza von (1907–1986), ungarischer Regisseur
- Radványi, Pierre (1926–2021), französischer Kernphysiker
- Radvilas, Artūras, litauischer Brigadegeneral

### Radw
- Radwan, seldschukischer Herrscher Syriens
- Radwan, Alexander (* 1964), deutscher Politiker (CSU), MdB, MdL, MdEP
- Radwan, Anna (* 1966), polnische Schauspielerin
- Radwan, Arkadiusz (* 1976), polnischer Jurist und Rechtsanwalt
- Radwan, Edmund P. (1911–1959), US-amerikanischer Politiker
- Radwan, Lucja (* 1951), österreichische Künstlerin
- Radwan, Waleed Taher (* 1954), saudi-arabischer Diplomat
- Radwańska, Agnieszka (* 1989), polnische TennisspielerinAgnieszka Radwańska (* 1989)

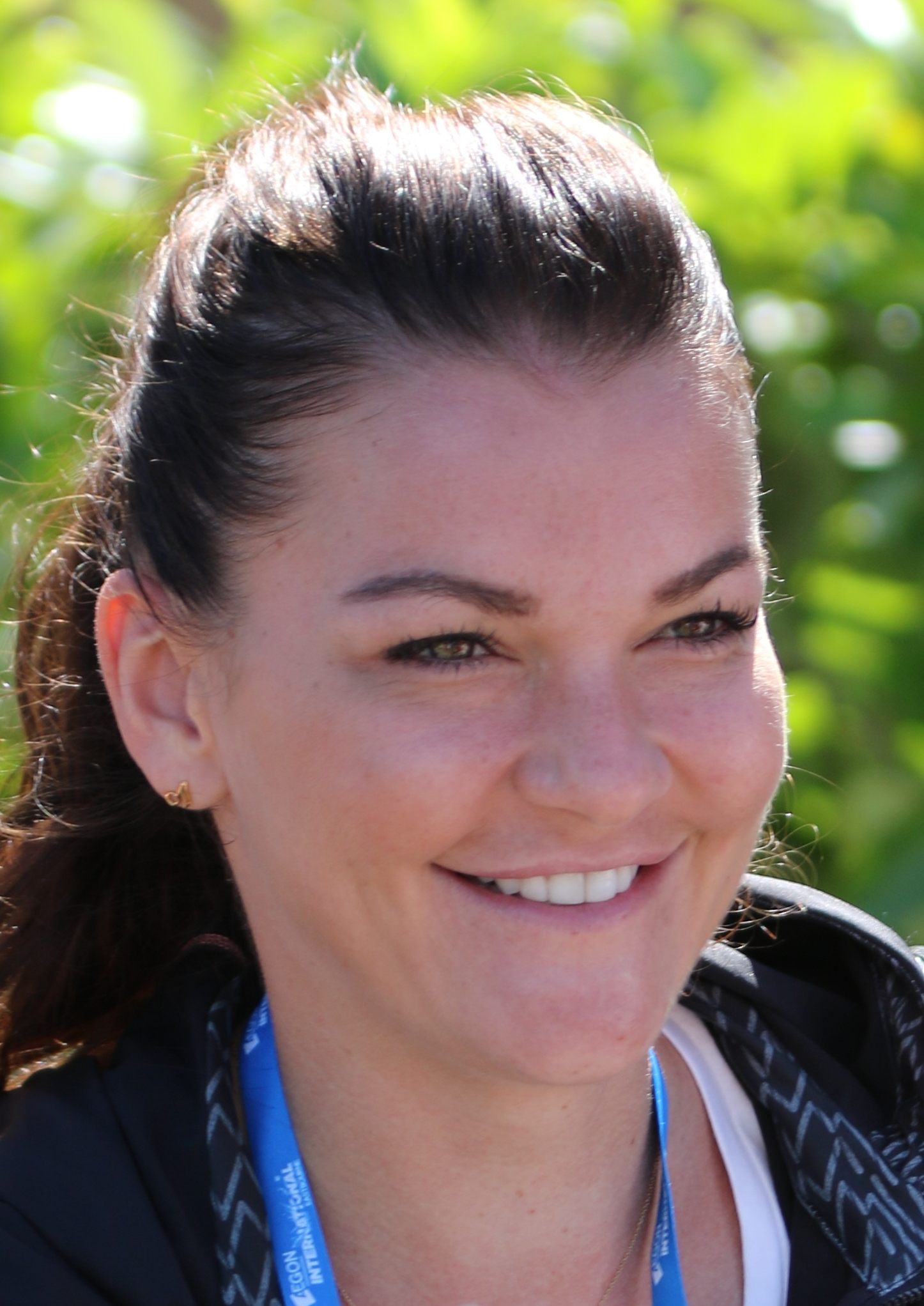
Agnieszka Radwańska (* 1989)

- Radwańska, Urszula (* 1990), polnische TennisspielerinUrszula Radwańska (* 1990)

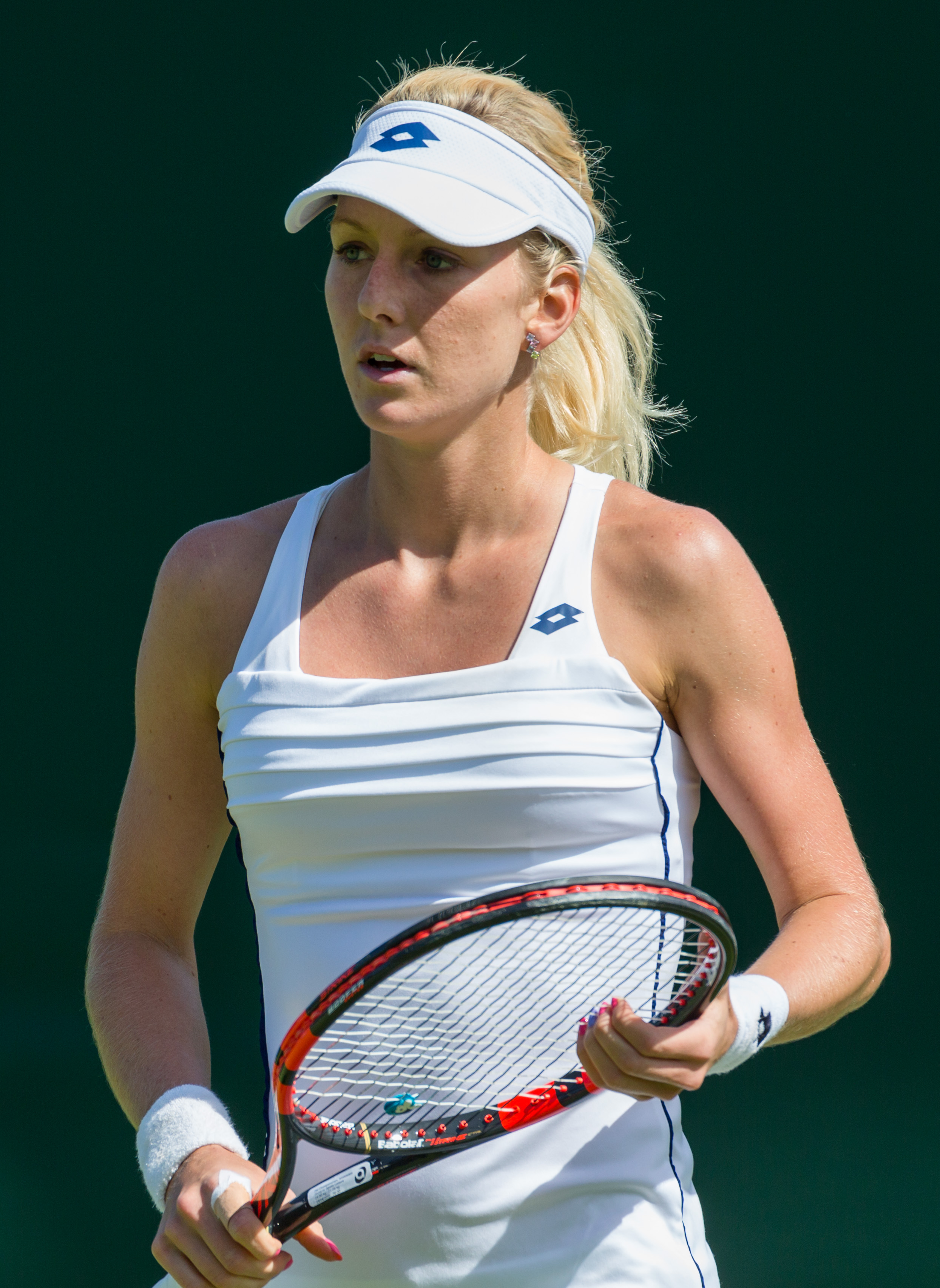
Urszula Radwańska (* 1990)

- Radwanski, Paul (1854–1929), deutscher Jurist und Politiker (Zentrum), MdR
- Radwilowitsch, Alexander Jurjewitsch (* 1955), russischer Komponist und Pianist
- Radwitz, Bruno (1895–1953), deutscher Jurist und Politiker

### Rady
- Rady, Dominic (* 1994), deutscher Skeletonpilot
- Rády, József (1884–1957), ungarischer Fechter
- Rady, Michael (* 1981), US-amerikanischer Schauspieler
- Rady, Ottilie (1890–1987), deutsche Kunsthistorikerin
- Radyvanjuk, Alexej (* 1994), belarussischer Kampfsportler

### Radz
- Radzei, Sierk (* 1977), deutscher Schauspieler
- Radzevičiūtė, Ingrida (* 1974), deutsche Handballspielerin
- Radzey, Michael (* 1960), deutscher Leichtathlet
- Radziej, Georg (1895–1972), deutscher Generalleutnant im Zweiten Weltkrieg
- Radziejewski, Max (1897–1978), deutscher Politiker (SPD), MdA
- Radziejowski, Michael Stephan (1645–1705), polnischer Erzbischof und Kardinal
- Radziejowski, Stanisław (1863–1950), polnischer Maler
- Radziewsky, Elke von, deutsche Kunsthistorikerin und Autorin
- Radziewsky, Richard (1885–1969), deutscher Politiker (DPS), MdL
- Radzig-Radzyk, Hermann (1879–1945), deutscher Maler
- Radzikowska, Krystyna (1931–2006), polnische Schachgroßmeisterin
- Radzikowski, Heinz (1925–2017), deutscher Hockeyspieler
- Radzimanowski, Kersten (* 1948), deutscher Politiker (CDU, NPD)
- Radzinevičius, Tomas (* 1981), litauischer Fußballspieler
- Radzinowicz, Leon (1906–1999), britischer Kriminologe polnischer Herkunft
- Radziński, Tomasz (* 1973), kanadischer Fußballspieler
- Radziszewska, Elżbieta (* 1958), polnische Politikerin, Mitglied des Sejm
- Radziszewski, Bronisław Leonard (1838–1914), polnischer Chemiker
- Radziszewski, Rafał (* 1981), polnischer Eishockeytorwart
- Radžius, Nerijus (* 1976), litauischer Fußballspieler
- Radzivil, Svetlana (* 1987), usbekische Hochspringerin
- Radziwiłł Czarny, Mikołaj (1515–1565), polnischer Staatsmann und Soldat
- Radziwiłł Rudy, Mikołaj (1512–1584), Kanzler und Großhetman von Litauen
- Radziwill, Anthony (1959–1999), US-amerikanischer Filmemacher
- Radziwill, Anton von (1833–1904), preußischer General der Artillerie sowie Generaladjutant Wilhelm I.
- Radziwiłł, Antoni Henryk (1775–1833), polnisch-litauischer und preußischer Politiker, Großgrundbesitzer und Komponist
- Radziwiłł, Barbara (1520–1551), Königin von Polen, Gemahlin Sigismund II. August
- Radziwiłł, Bogusław (1620–1669), litauischer Magnat, Statthalter in Preußen
- Radziwill, Boguslaw von (1809–1873), deutscher Fürst, Politiker
- Radziwill, Carole (* 1963), US-amerikanische Autorin, Journalistin und Schauspielerin
- Radziwill, Catherine (1858–1941), russisch-US-amerikanische Aristokratin und Schriftstellerin
- Radziwiłł, Christoph (1585–1640), Hetman in Litauen, Gouverneur von Wilna
- Radziwill, Edmund von (1842–1895), deutscher Theologe, Benediktinermönch und Politiker (Zentrum), MdR
- Radziwiłł, Elisa (1803–1834), erste Liebe des Kaisers Wilhelm I.Elisa Radziwiłł (1803–1834)

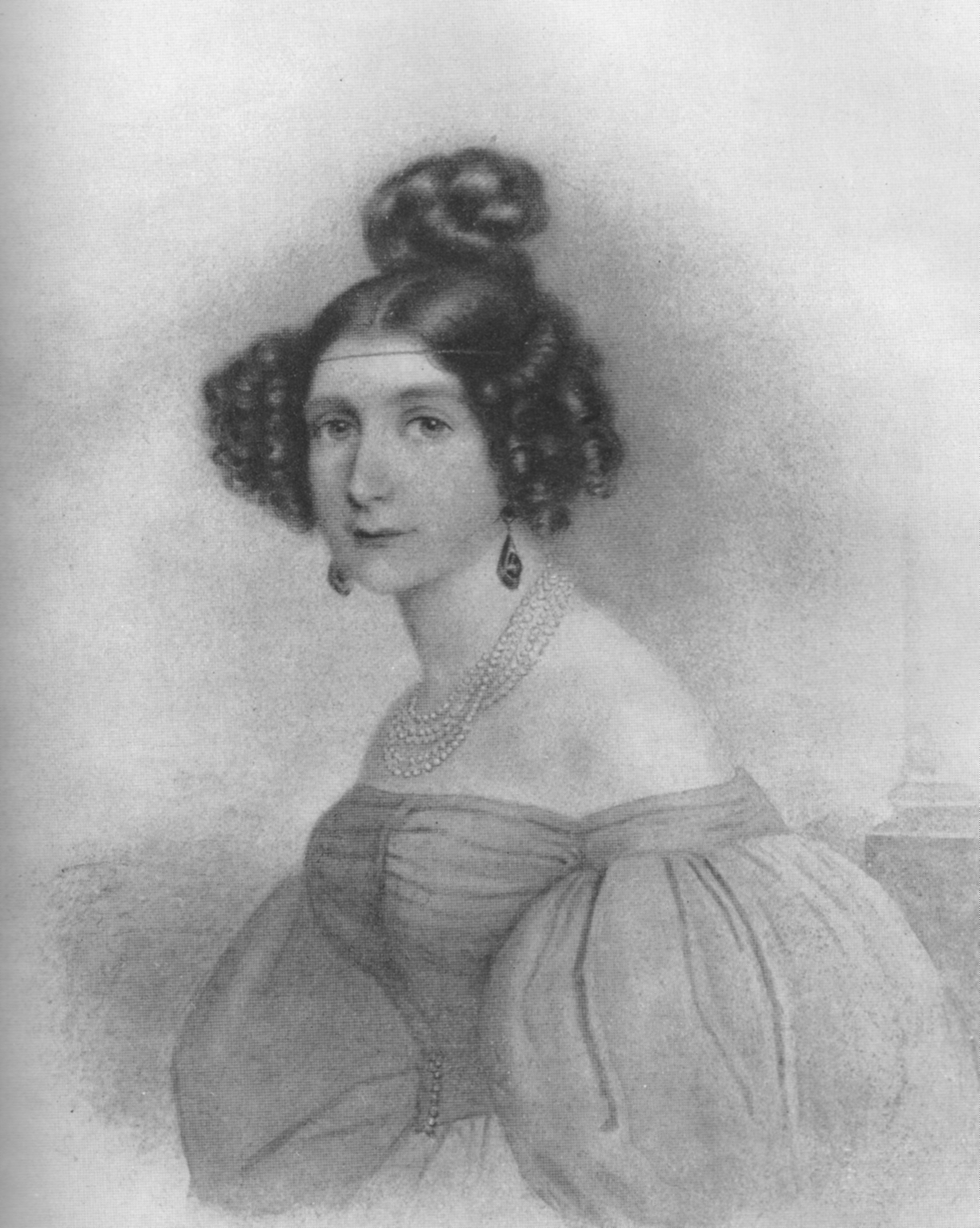
Elisa Radziwiłł (1803–1834)

- Radziwill, Ferdinand von (1834–1926), polnisch-deutscher Majoratsherr und Politiker, MdR, Mitglied des Sejm
- Radziwill, Franz (1895–1983), deutscher Maler
- Radziwill, Georg (1556–1600), litauischer Kardinal
- Radziwiłł, Hieronim Wincenty (1759–1786), polnisch-litauischer Adliger
- Radziwiłł, Janusz (1579–1620), litauischer Magnat
- Radziwiłł, Janusz (1612–1655), litauischer Adeliger, Magnat und Reichsfürst des Heiligen Römischen Reiches
- Radziwiłł, Janusz (1880–1967), polnischer Großgrundbesitzer und Politiker, Mitglied des Sejm
- Radziwill, Jerzy (1480–1541), litauischer Adeliger und Feldherr des Großfürstentums Litauen
- Radziwiłł, Karol Stanisław (1669–1719), litauischer Adeliger, Magnat und Großkanzler
- Radziwiłł, Karol Stanisław (1734–1790), polnisch-litauischer Adliger, Woiwode von Vilnius und Starost von Lemberg
- Radziwiłł, Konstanty (* 1958), polnischer Mediziner und Politiker
- Radziwiłł, Krzysztof Mikołaj (1547–1603), polnisch-litauischer Offizier und Beamter
- Radziwill, Lee (1933–2019), US-amerikanische Innenarchitektin, Schauspielerin und Autorin
- Radziwill, Luise Charlotte (1667–1695), Adlige, Förderin des CalvinismusLuise Charlotte Radziwill (1667–1695)

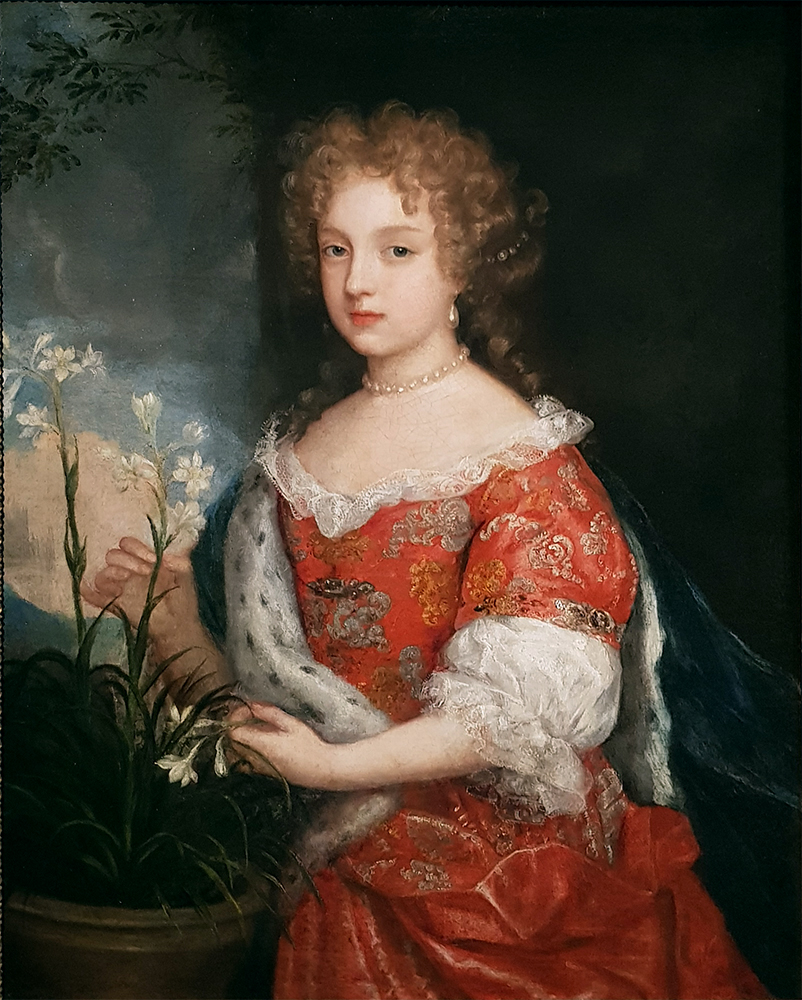
Luise Charlotte Radziwill (1667–1695)

- Radziwill, Maksym (* 1988), kanadischer Mathematiker
- Radziwiłł, Maria († 1660), moldauische Patronin und Ehefrau des litauischen Großhetmans Janusz Radziwiłł
- Radziwiłł, Marie von (1840–1915), polnische Aristokratin französischer Herkunft, Berliner Salonière
- Radziwiłł, Michael Kasimir (1635–1680), litauischer Adeliger, Magnat, Staatsmann, Heerführer und Reichsfürst im Heiligen Römischen Reich
- Radziwiłł, Michał Gedeon (1778–1850), polnischer General
- Radziwiłł, Michał Hieronim (1744–1831), litauisch-polnischer Magnat
- Radziwiłł, Michał Kazimierz (1702–1762), litauischer Adeliger, Magnat und Großhetman
- Radziwiłł, Mikołaj Faustyn (1688–1746), sächsisch-polnischer Generalmajor und polnisch-litauischer Staatsmann
- Radziwiłł, Mikołaj Krzysztof (1549–1616), polnisch-litauischer Pilger, Autor, Kartograf und Stifter
- Radziwill, Ülker (* 1966), deutsche Politikerin (SPD), MdAÜlker Radziwill (* 1966)

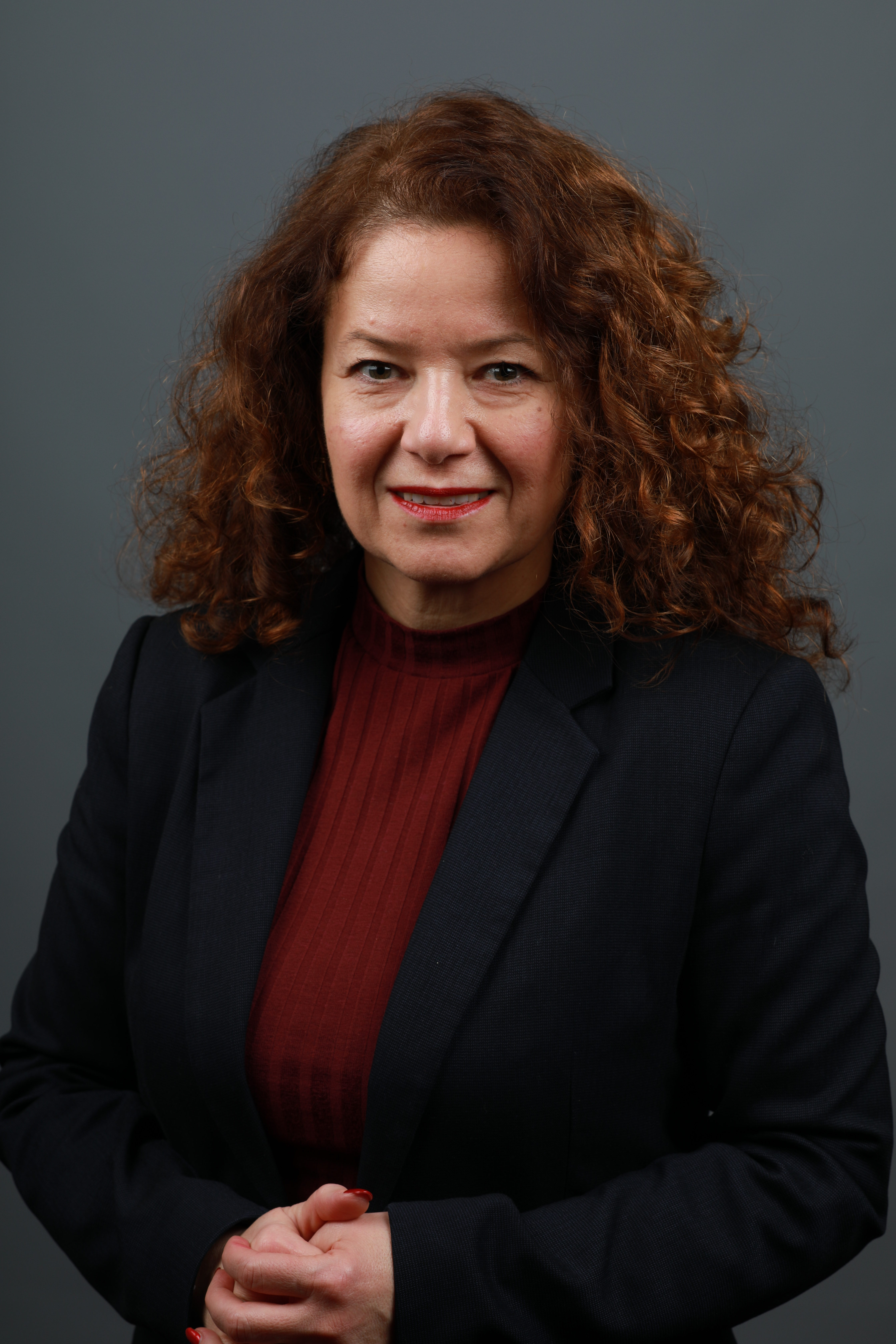
Ülker Radziwill (* 1966)

- Radziwill, Wilhelm von (1797–1870), preußischer General der Infanterie
- Radziwiłłowa, Helena (1753–1821), polnisch-litauische Hochadlige
- Radziwiłowicz, Jerzy (* 1950), polnischer Theater- und Filmschauspieler
- Radziwonowicz, Zbigniew (1930–2002), polnischer Speerwerfer
- Radzuweit, Kathy (* 1982), deutsche Volleyball-Nationalspielerin
- Radzuweit, Lukas (* 1997), deutscher Volleyballspieler
- Radzuweit, Saskia (* 1991), deutsche Volleyballspielerin
- Radžvilas, Vytautas (* 1958), litauischer Philosoph, Politologe, Professor und Politiker, Parteivorsitzender
- Radzyner, Joana (* 1954), österreichische Journalistin